# Historia de las cúpulas persas

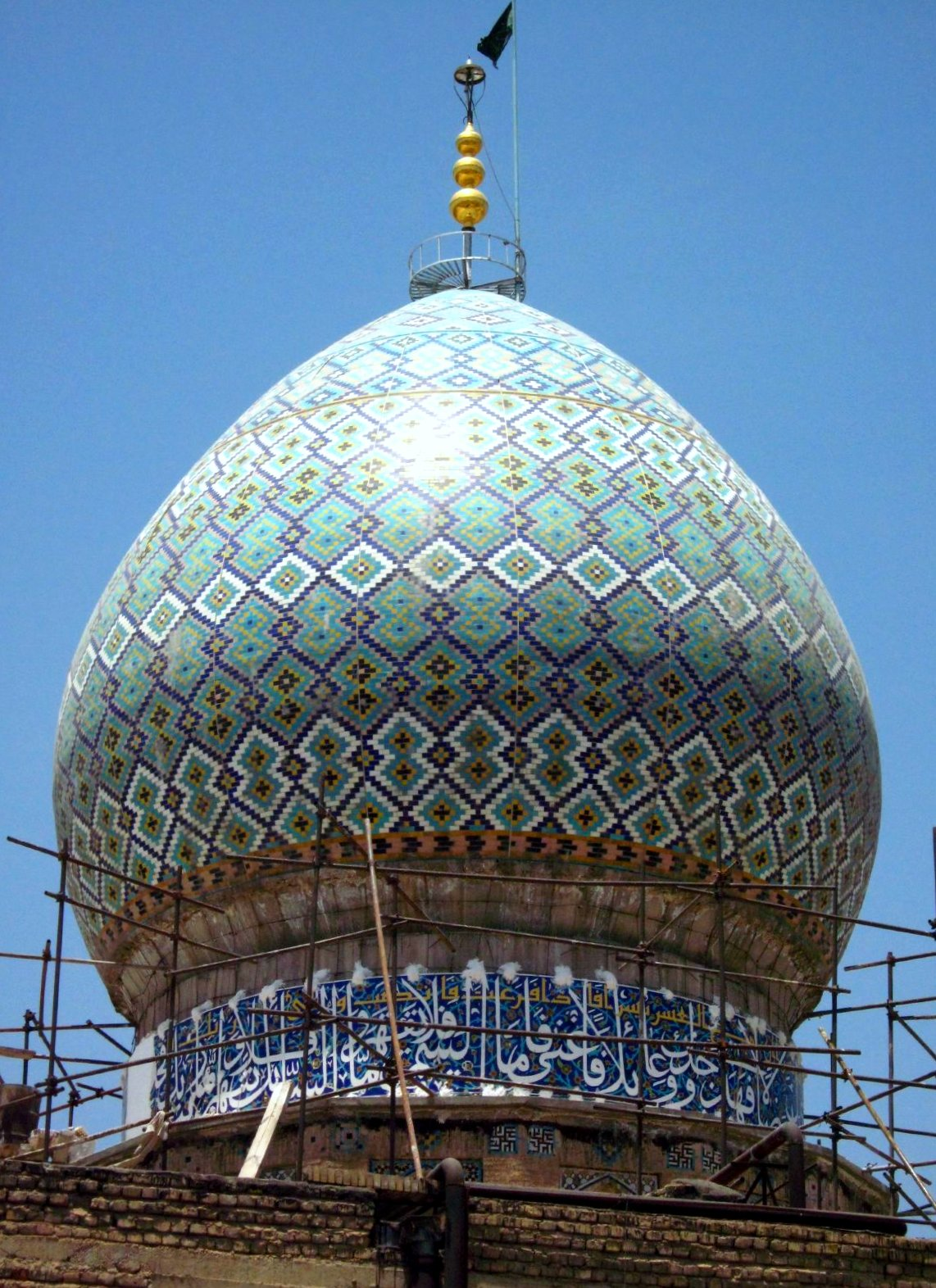
Cúpula de la Tumba del Emir Alí, Shiraz, Irán

Las cúpulas persas o cúpulas iraníes tienen un origen antiguo y una historia que se extiende a la era moderna. El uso de cúpulas en la antigua Mesopotamia se sucedió a través de los imperios que gobernaron la región del Gran Irán.
La antigua tradición de cubrir las audiencias reales con tiendas en forma de carpa que representaban los cielos, derivó en el uso las cúpulas monumentales hechas de piedra y ladrillo. Ello fue posible debido a la invención de la trompa, un elemento estructural que permitía la transición desde la base circular de las pesadas cúpulas hasta los macizos muros de soporte de los recintos, generalmente cuadrados (aunque también octogonales). Las cúpulas remataban las cubiertas de los palacios reales, fortalezas y templos, entre otras edificaciones.
Con la introducción del Islam en el siglo VII, también la arquitectura de las mezquitas y mausoleos adoptó y desarrolló este elemento. Las innovaciones estructurales se sucedieron, con el uso de cúpulas apuntadas, de tambores, de techos cónicos, de cáscaras dobles y triples, y el empleo de mocárabes o muqarbas, y de formas bulbosas. Para decorar tanto el exterior como las superficies interiores se utilizaron patrones decorativos de ladrillo, costillas entrelazadas, yesos pintados y coloridos mosaicos de azulejos.

## Visión general
Las cúpulas persas de las diferentes épocas históricas se pueden distinguir por la forma de realizar la transición de las estructuras de soporte a la base circular de la cúpula: trompas, pechinas o soportes son los elementos que hacen esta transición. Los tambores, después de la era del Ilkanato, tendían a ser muy similares y con una altura promedio de 30 a 35 metros desde el suelo, y en ellos se disponían los huecos. Las envolturas internas solían ser semicirculares, semielípticas, puntiagudas o en forma de platillo. La capa exterior de una cúpula persa reducía su grosor cada 25 o 30 grados desde la base. Las cubiertas externas podían ser semicirculares, semielípticas, apuntadas, cónicas o bulbosas, y esa forma externa se usa para clasificarlas. Las cúpulas apuntadas se pueden subcategorizar como de perfil poco profundo, medio o afilados, y en cúpulas bulbosas.  Las cúpulas dobles utilizaban refuerzos internos con montantes de madera entre ambas hojas, con excepción de aquellas con cáscaras cónicas externas.

## Período preislámico
La arquitectura persa probablemente heredó una tradición arquitectónica de construcción de cúpulas que se remonta hasta las primeras cúpulas mesopotámicas. Debido a la escasez de madera en muchas áreas de la meseta iraní, las cúpulas fueron una parte importante de la arquitectura vernácula a lo largo de la historia persa.

### Imperio aqueménida (550-331 a.C.)

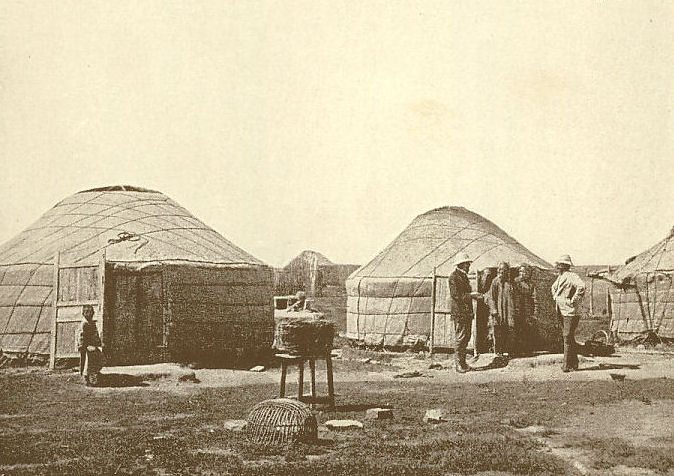
Yurta mongol de finales del.

Aunque los reyes de la dinastía aqueménida tenían palacios de ladrillo y piedra,  realizaban audiencias y festivales en tiendas de campaña abovedadas que derivaban de las tradiciones nómadas de los pueblos del Asia central. Probablemente fueran similares a las yurtas posteriores de los khan mongoles. Llamadas «cielos», esas tiendas enfatizaban el significado cósmico del gobernante divino. Fueron adoptadas por Alejandro Magno después de su conquista del imperio, y el baldaquino cupulado de la práctica romana y bizantina probablemente estuvo inspirado por esa asociación.

### Imperio parto

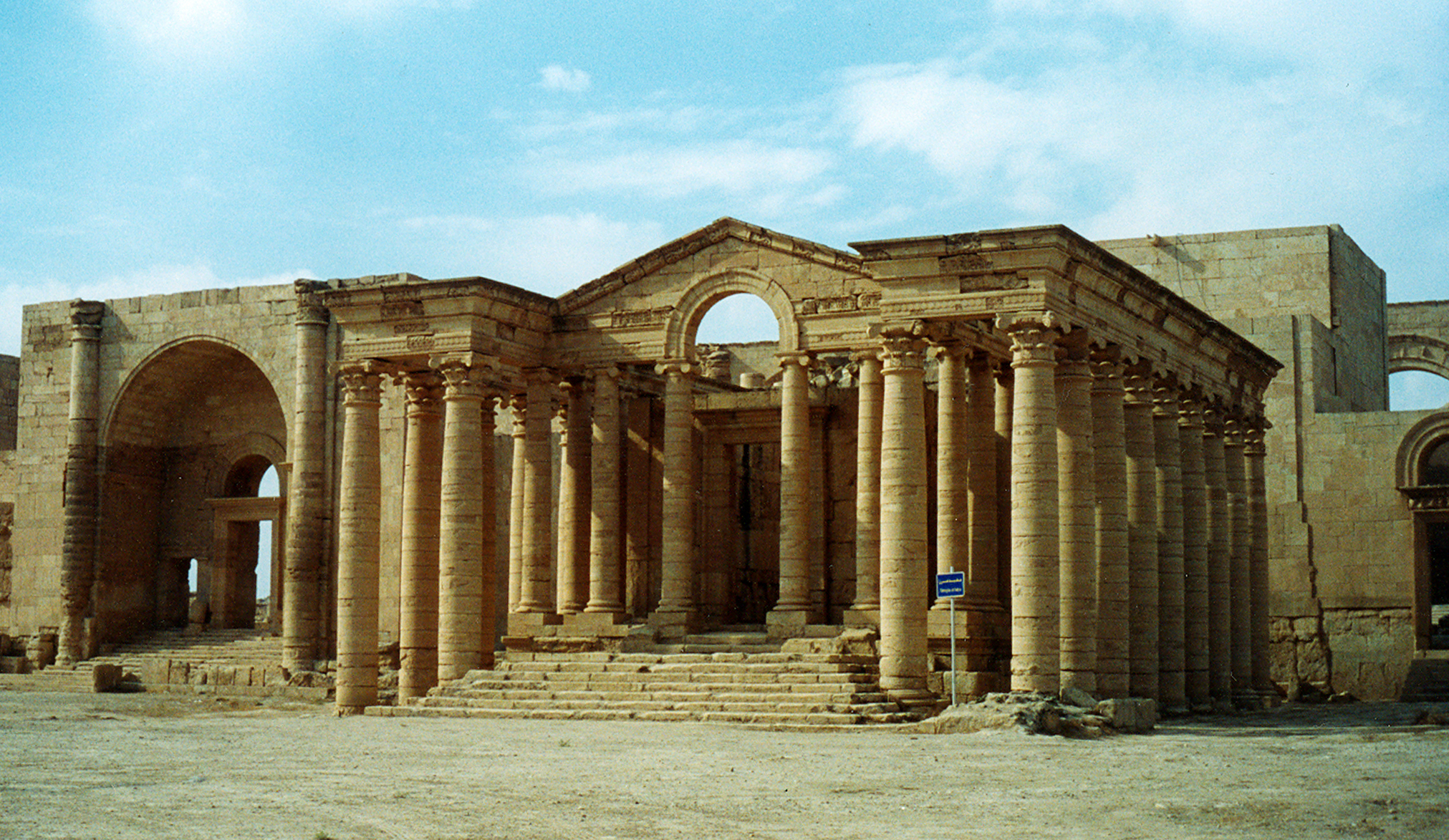
Vista del Gran Templo en Hatra declarado Patrimonio de la Humanidad por la UNESCO en 1985.

Los restos de una gran sala circular con cúpula que mide 17 metros de diámetro del imperio parto en la capital de Nisa se han fechado del siglo I. «Muestra la existencia de una monumental tradición nacional en Asia Central que hasta ahora había sido desconocida y que parece haber precedido a los monumentos imperiales romanos o al menos haber crecido independientemente de ellos». Probablemente tenía una cúpula de madera.
El Gran Templo en Hatra parece indicar una transición desde lospasillos con columnas y techos trabados a las construcciones abovedadas del siglo I, al menos en Mesopotamia. La cúpula del santuario del templo estaba precedida por un iwán con bóveda de cañón, una combinación que sería utilizada por el posterior imperio persa sasánida.
En la Vida de Apolonio de Tiana, de Filóstrato de Atenas, se puede encontrar un relato de un palacio de los partos con cúpula de alrededor del año 100 en la ciudad de Babilonia. La sala sería utilizada por el rey para celebrar juicios y estaba decorada con un mosaico de piedra azul para parecerse al cielo, con imágenes de los dioses en oro.
En la escultura en relieve del arco de Septimio Severo en Roma se puede ver una cúpula bulbosa con la forma de la época parta, cuya estructura aparentemente se debe al uso de un marco similar a una carpa ligera.

### Imperio sasánida (224-651)

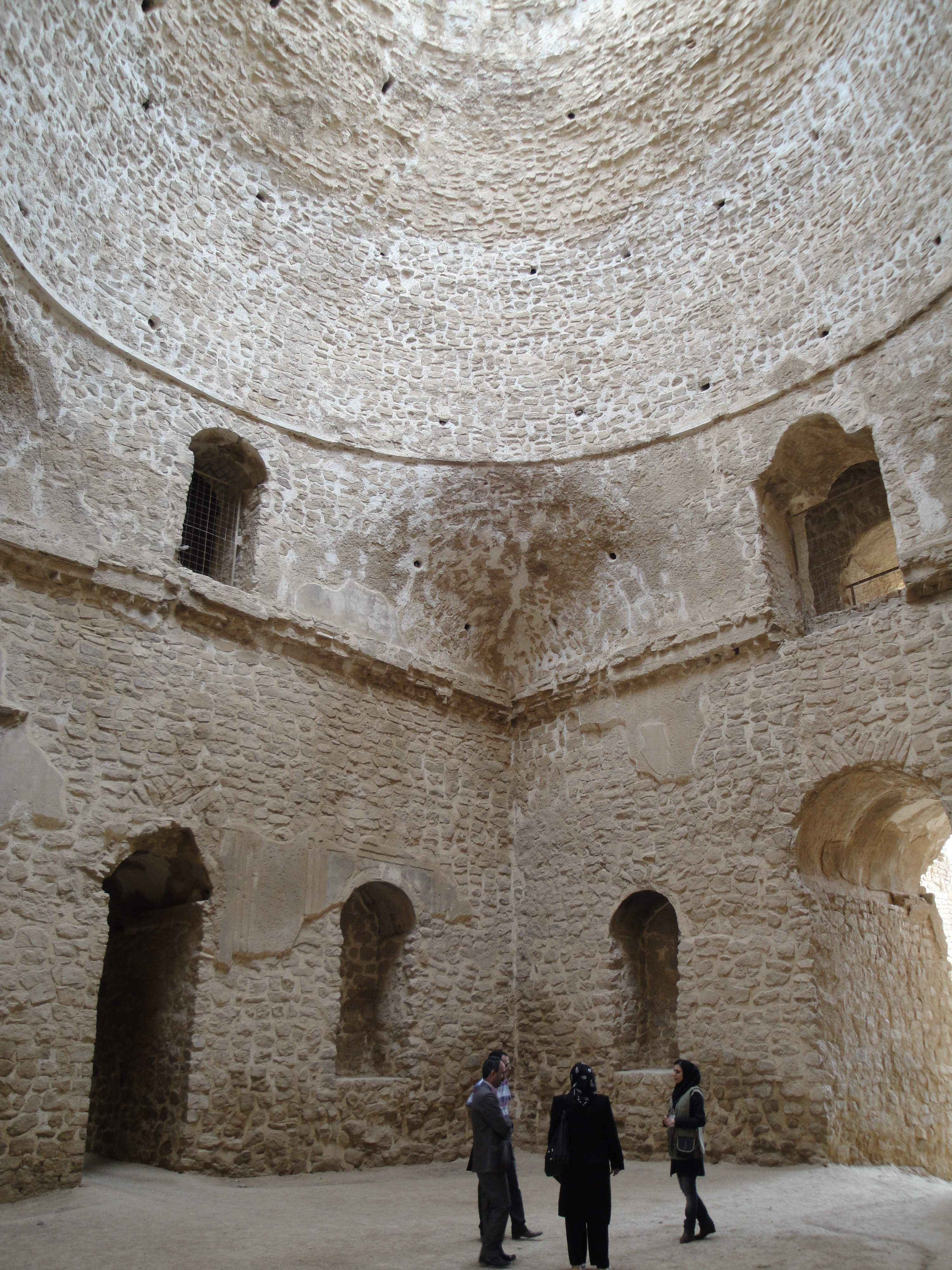
Ejemplo de trompa primitiva en el palacio de Ardacher (actual provincia de Fars, Irán)

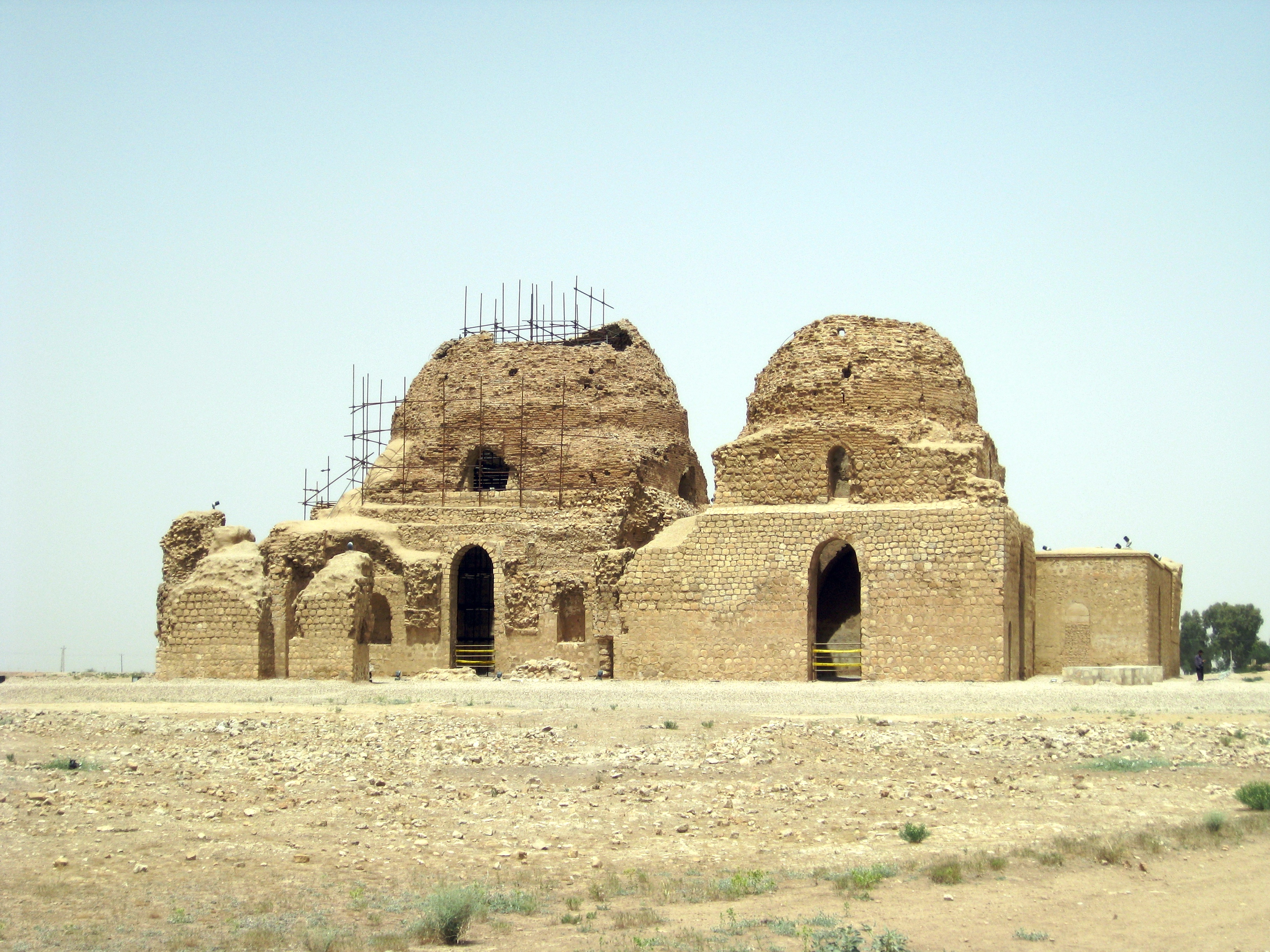
Ruinas del palacio de Sarvestán en Irán.

Los caravasares utilizaron los vanos abovedados desde el período de sasánida hasta la dinastía Qajar. La invención persa de la trompa, una estructura abovedada con la forma de una parte de un cono, que generalmente tiene la apariencia de un nicho escalonado, fue un elemento constructivo que permitía la transferencia de cargas y una transición visual desde una cúpula esférica u octógonal superior hasta un volumen cúbico (o cercano a él) de la sala inferior. Las transiciones previas desde una cúpula sobre una cámara cuadrada existían pero fueron improvisadas en calidad y únicamente se intentaron a pequeña escala, no siendo lo suficientemente confiables para las grandes construcciones. La trompa permitió que las cúpulas se usaran ampliamente y, como resultado, se pusieron en la vanguardia de la arquitectura persa.
Las ruinas del palacio de Ardacher y de Ghal'eh Dokhtar, en la actual provincia de Fars, en Irán, construidos por Ardacher I (224–240) del imperio sasánida, son los ejemplos más antiguos conocidos de trompas. Las tres cúpulas del palacio de Ardashir tienen algo más de 13,5 m de diámetro y son, en sección vertical, elípticas, cada una con una abertura central u óculo para permitir el paso de la luz. Fueron construidas con piedra y mortero locales y recubiertas con yeso en el interior. En el centro del palacio de Shahpur, en Bishapur, hay también una cúpula verticalmente elíptica que descansa directamente sobre el suelo y está fechada en el 260.
La gran cúpula de ladrillo del palacio de Sarvestán, también en Fars, pero de una fecha posterior de construcción, muestra una decoración más elaborada y tiene cuatro huecos en las esquinas. También llamado «el templo de Anahita», el edificio pudo haber sido un templo de fuego. En lugar de usar un oculus central en cada una de las cúpulas, como en el palacio de Ardashir y como se muestra en el bajorrelieve encontrado en Kuyunjik, la iluminación era proporcionada por una serie de huecos cilíndricos de terracota dispuestos en las cúpulas a intervalos regulares.

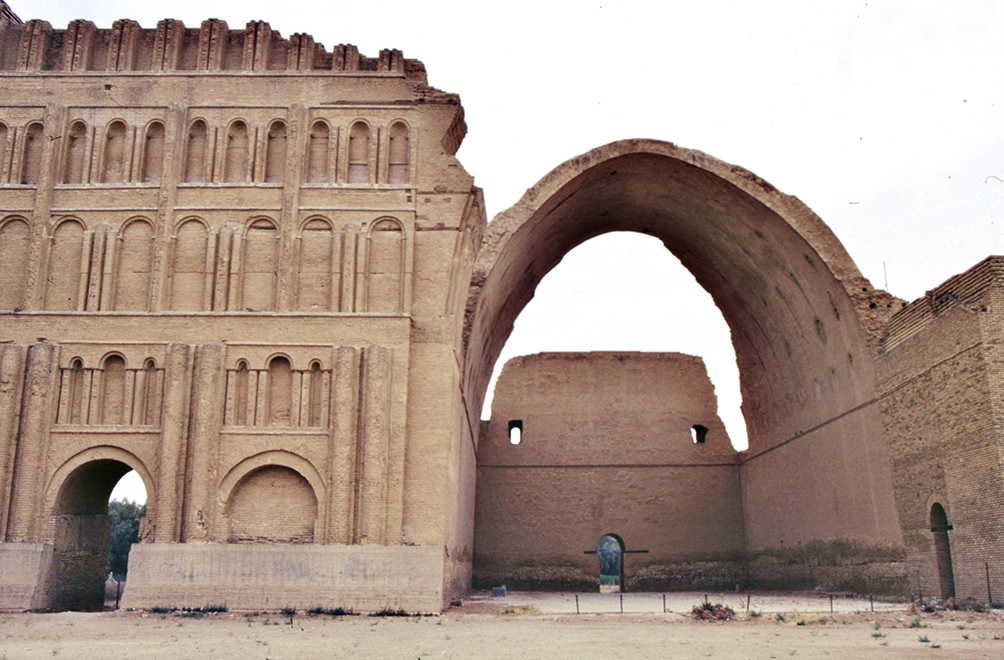
Taq-i Kisra en Ctesifonte-

Muchos relatos escritos de fuentes medievales, árabes, bizantinas y occidentales, describen una estructura de cúpula de palacio sobre el trono del shahanshah Cosroes I. Decorado en azul y oro. La cúpula estaba cubierta con representaciones del sol, la luna, las estrellas, los planetas, el zodiaco y los reyes, incluido el propio Cosroes I. Según Adón de Viena y otros, la cúpula podía producir lluvia, y podía rotarse con un sonido como un trueno por medio de cuerdas tiradas por caballos desde un sótano.  El castillo de Qasr-e Shirin tenía una cámara abovedada al final de un largo iwan con bóveda de cañón. El antiguo monumento sasánida de Taq-i Kisra es el único resto visible de la antigua ciudad de Ctesifonte también puede haber llevado a una sala del trono abovedada.

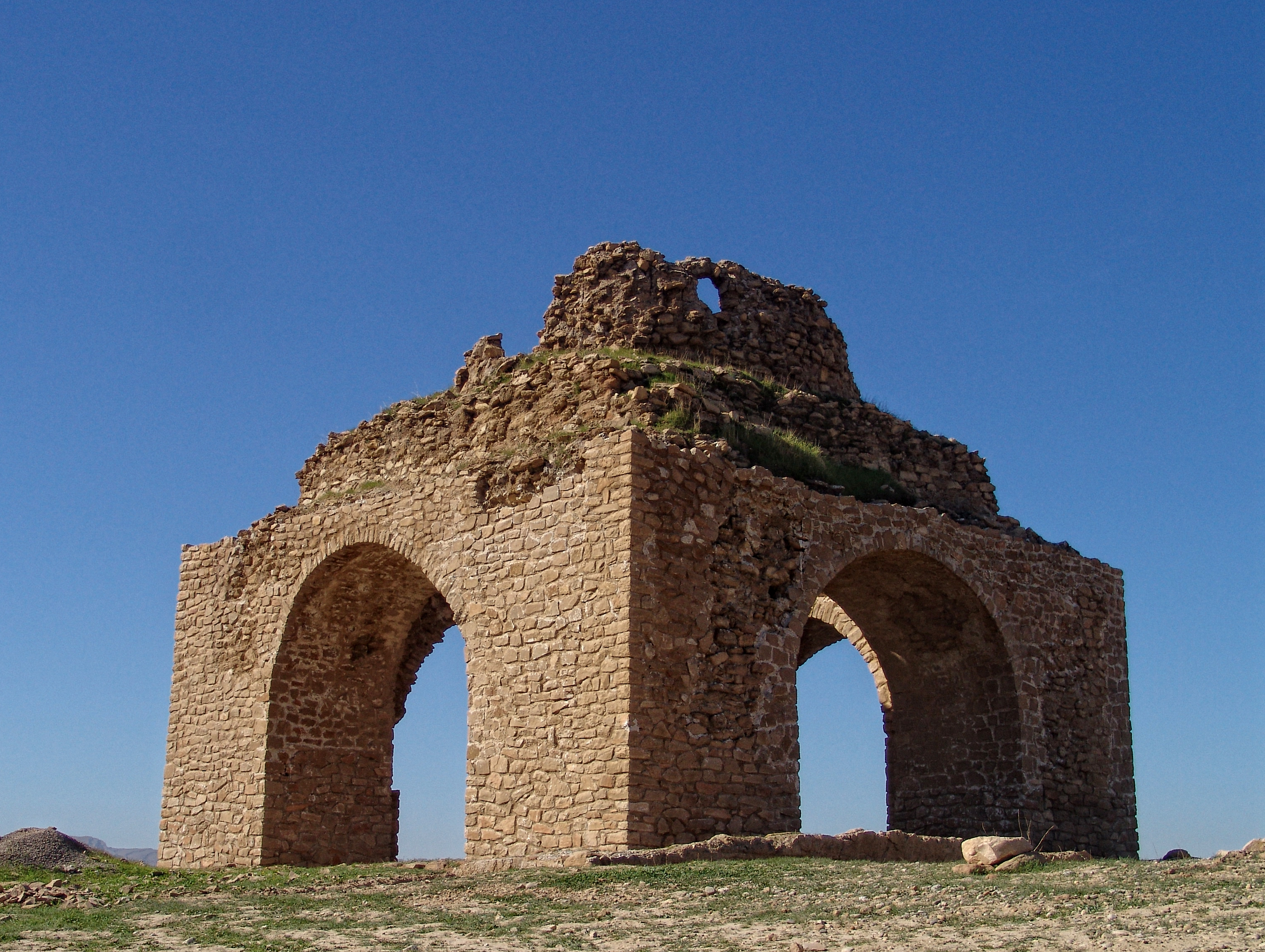
Ruinas de un chahar-taqi en Irán.

Los chahar-taqi , o «cuatro bóvedas», eran edificaciones más pequeñas de los templos de fuego de Zoroastro dispuestas sobre cuatro soportes y que se situaban en una plaza, conectadas por cuatro arcos y cubiertas por cúpulas ovoides centrales. El templo zoroastriano de Niasar, en Kashan (actual provincia de Isfahán) y el chahar-taqi en Darrehshahr (provincia de Ilam) son buenos ejemplos. Tales templos, edificios de planta cuadrada y abovedados con las entradas dispuestas en los ejes, inspiraron las formas de las primeras mezquitas después de la conquista islámica del imperio en el siglo VII. Esas cúpulas son el tipo que más sobrevive  del período sasánida, y algunas luego se han convertido en mezquitas. Las cámaras con cúpula aisladas posteriores llamadas «mezquita tipo quiosco» pueden haberse desarrollado a partir de esto. Las cúpulas preislámicas en Persia fueron comúnmente semielípticas, con cúpulas apuntadas y con las partes externas cónicas, un tipo de cúpula que será el más usado en los períodos islámicos.
Aunque los sasánidas no hicieron tumbas monumentales, el chahar-taqi abovedado puede haber servido como mausoleo o memorial. Un fragmento de una pintura sogdiana de principios del siglo VIII que se ha encontrado en Panjakent parece representar una cúpula funeraria (posiblemente una tienda de campaña) y esto, junto con algunos osarios de naturaleza arquitectónica, indicaría una posible tradición en Asia central de una asociación funeraria con la cúpula.  El área del noreste de Irán fue, junto con Egipto, una de las dos áreas notables para los primeros desarrollos de mausoleos con cúpulas islámicas, que aparecieron en el siglo X.

Cúpulas de la época del imperio sasánida (224-651)
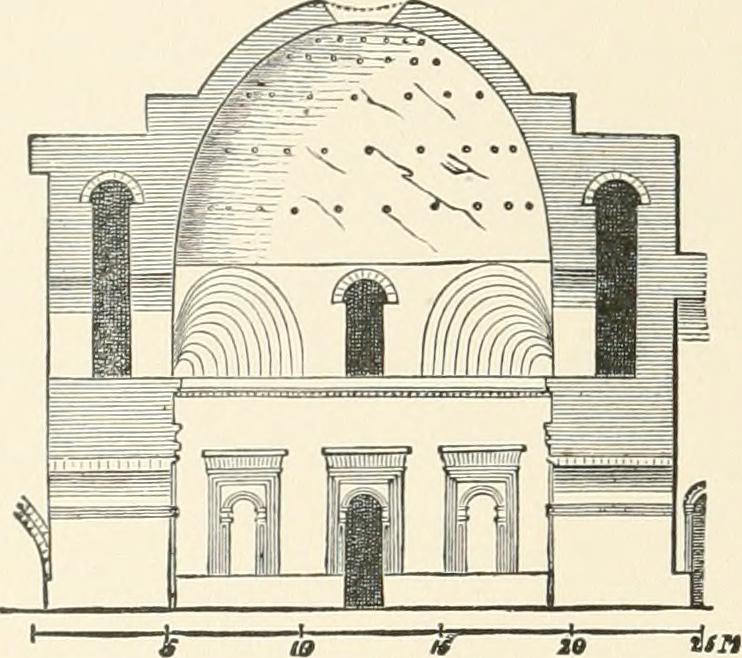
La cúpula restaurada del palacio de Ardacher
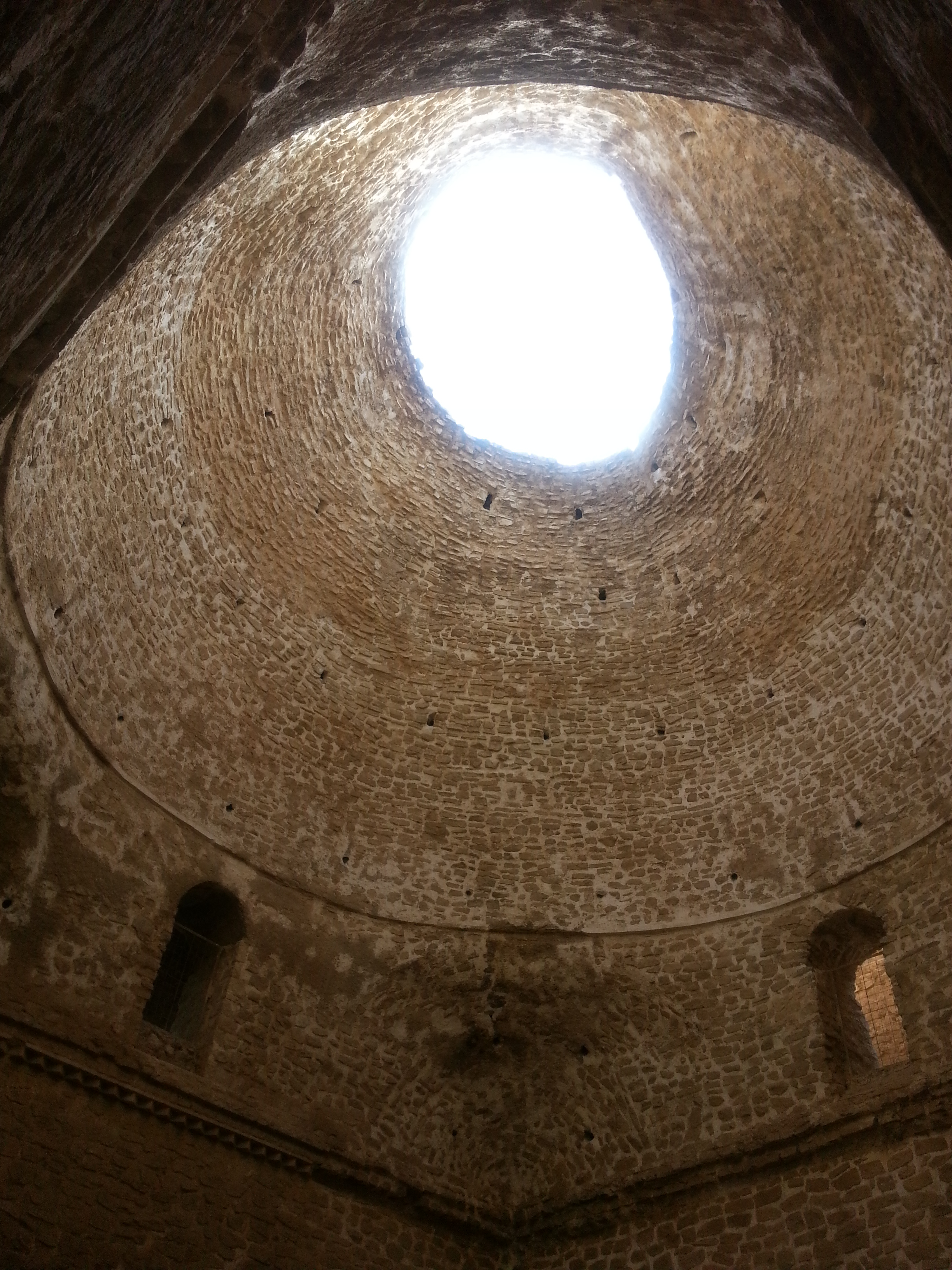
Óculo de una de las cúpulas del palacio de Ardacher
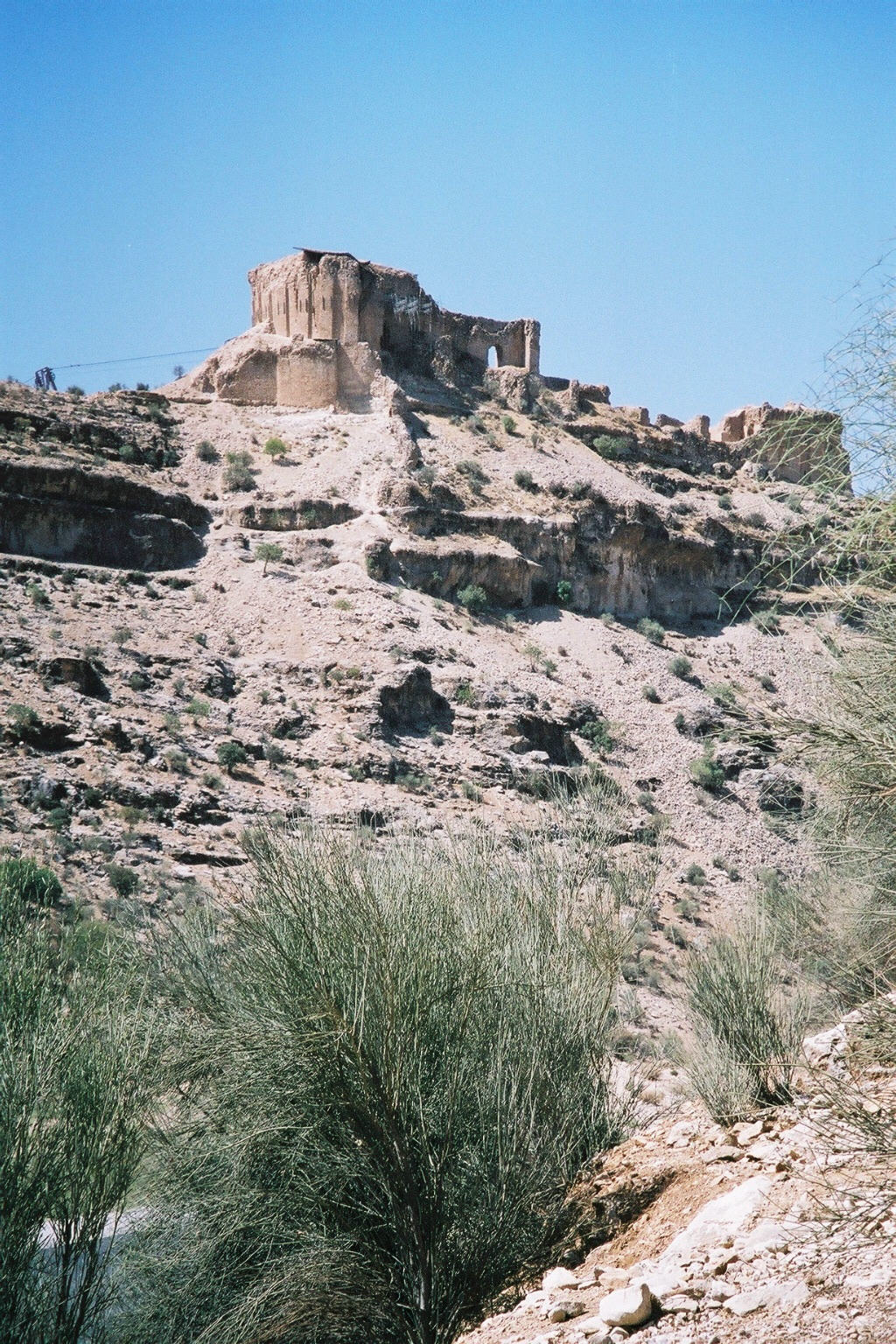
Ghal-e Doktar
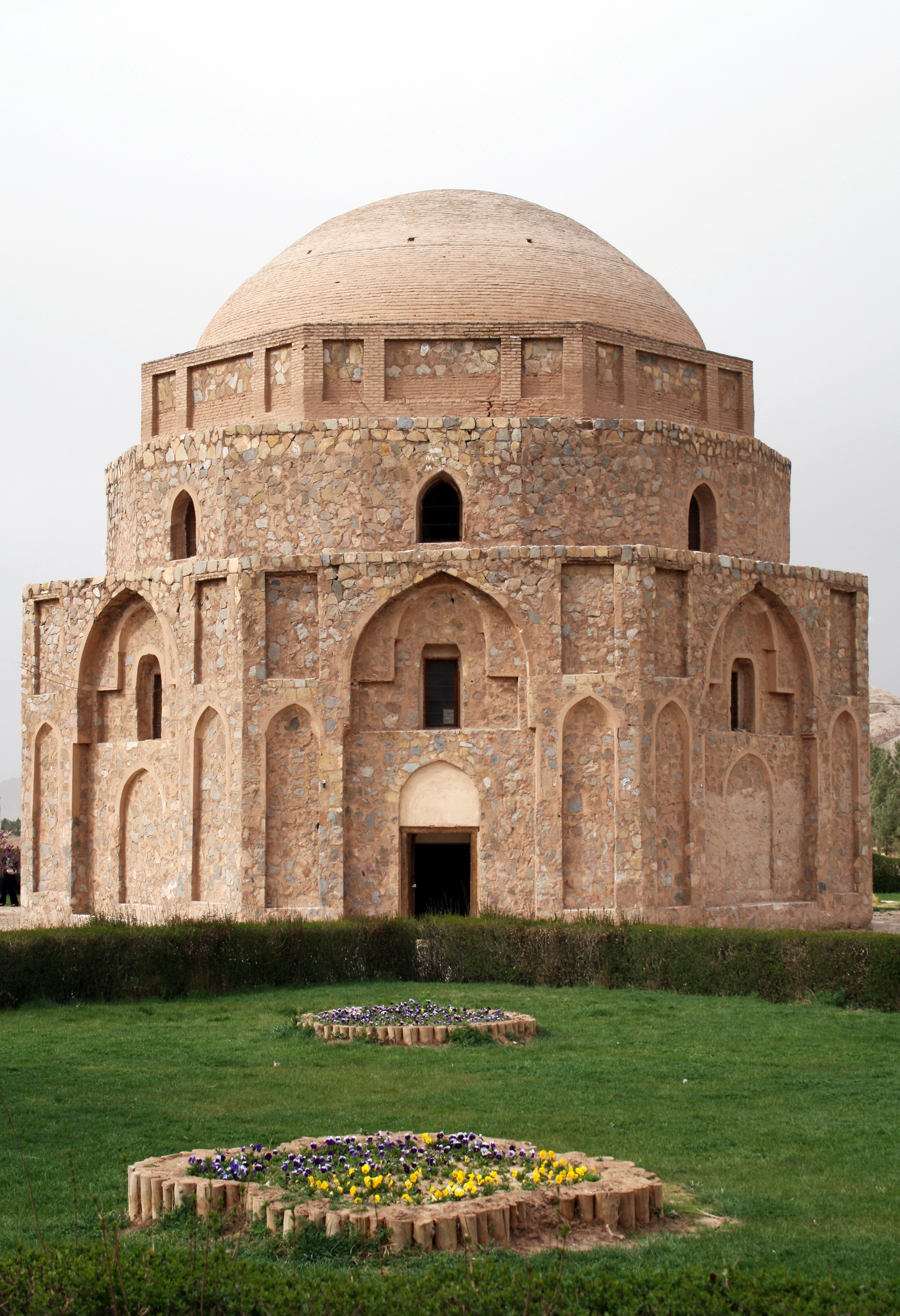
Jabaliyeh

## Período islámico

### Primer período islámico

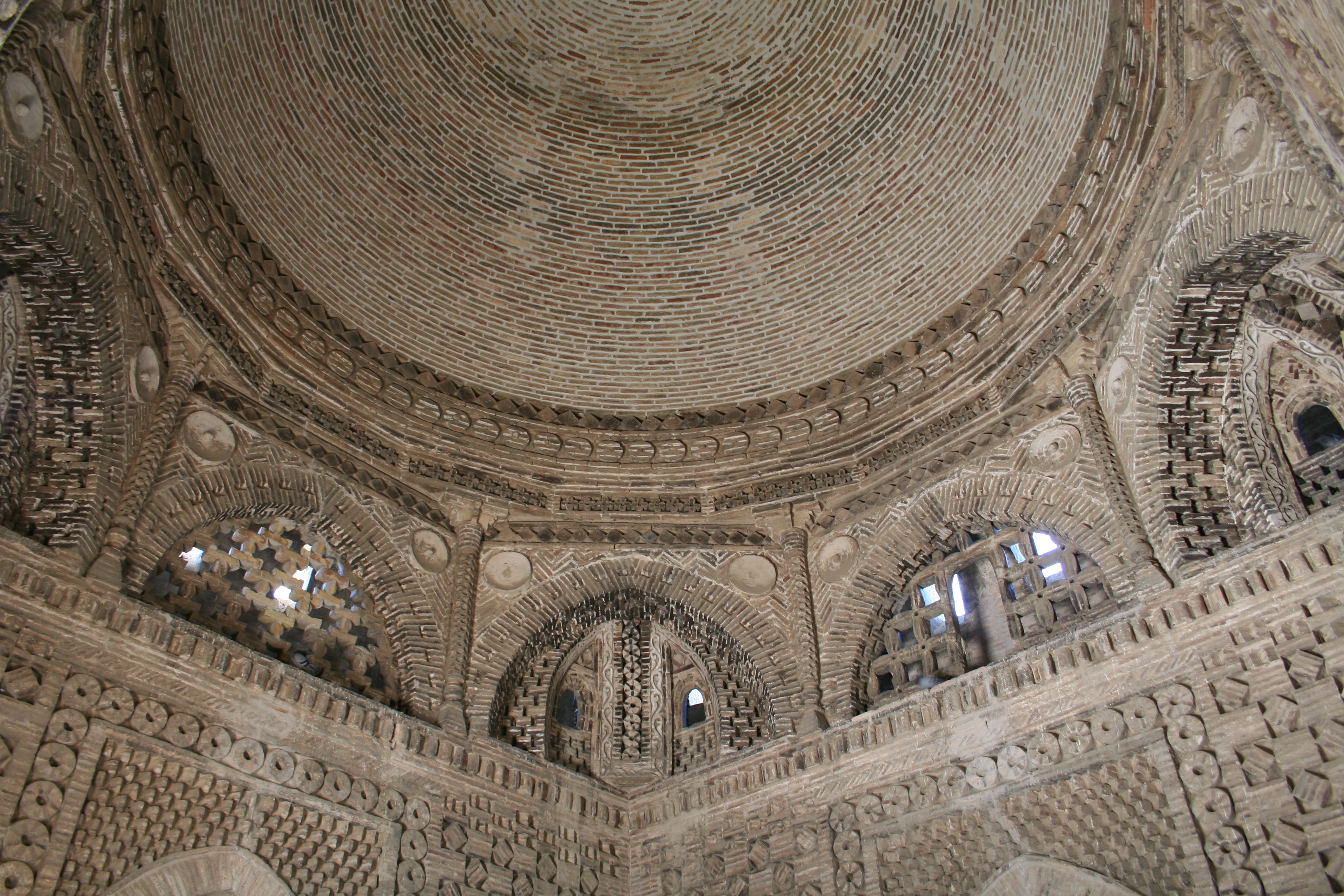
Cúpula del mausoleo de Ismail Samani en Bujará, Uzbekistán.

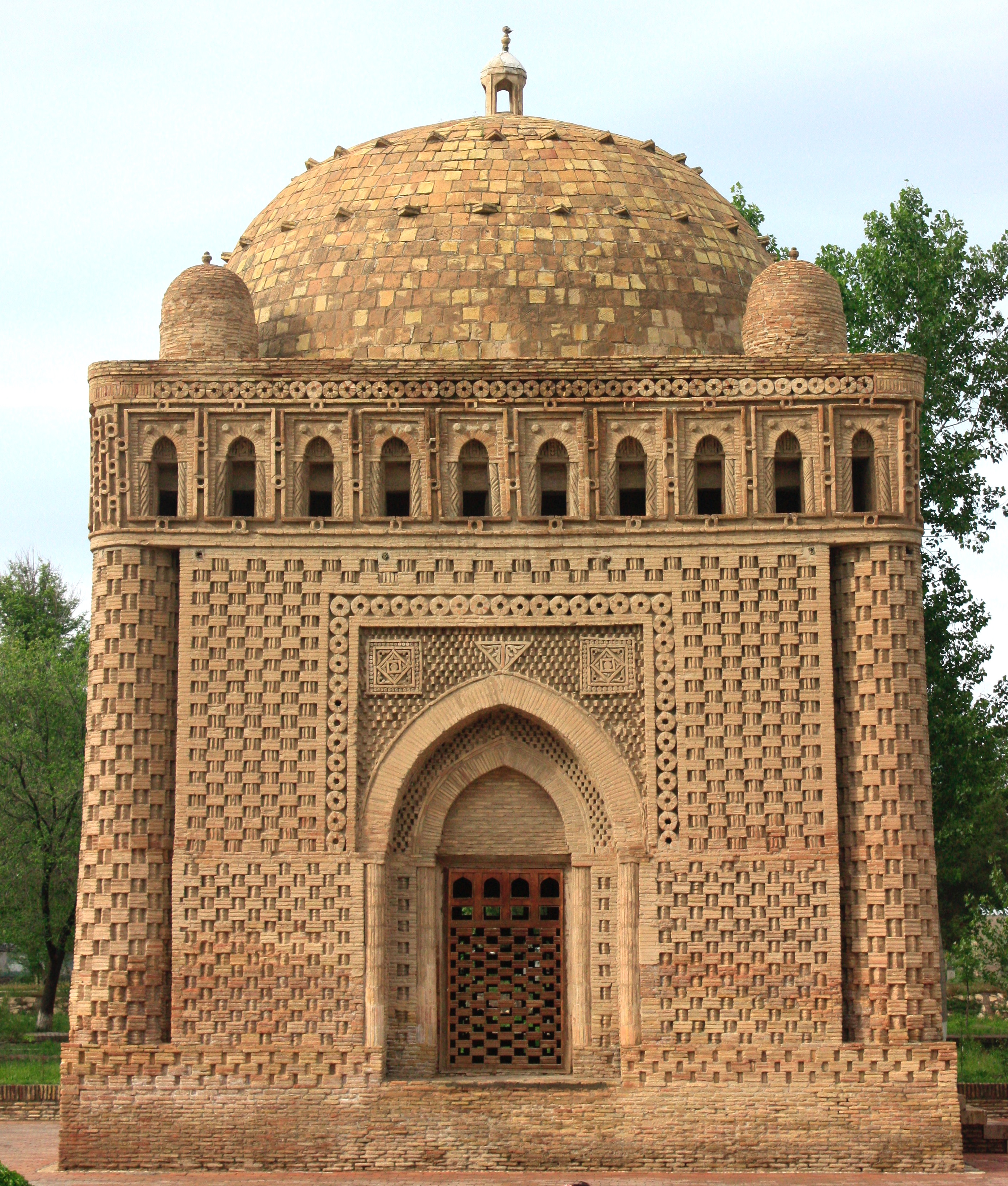
Mausoleo de Ismail Samani.

Las primeras cúpulas islámicas conocidas en Persia, como la de la Gran Mezquita de Qom (878) o la de la tumba de Muhammed b.Musa (976), parecen haber continuado las redondeadas formas sasánidas. Los mausoleos con cúpula contribuyeron en gran medida al desarrollo y la expansión de la cúpula en Persia a principios del período islámico. En el siglo X, ya se habían construido tumbas abovedadas para los califas abasíes y los mártires  chiitas. La peregrinación a estos sitios puede haber ayudado a difundir este tipo de fórmula.
El ejemplo más antiguo que se conserva, el de Qubbat-al Sulaibiya, fue una edificación octogonal con una cúpula central sobre tambor construida alrededor de 892 en Samarra. Del siglo X se conocen pabellones abovedados independientes en Shiraz y Bujará. El mausoleo de Ismail Samani, en la Transoxiana, se remonta a más tardar al 943 y es el primero en hacer que las trompas creasen un octógono regular como base para la cúpula, un ejemplo que luego se convirtió en un modelo habitual. El mausoleo de Arab-Ata , también en la provincia de Samarcanda, puede fecharse en 977–978 y utiliza decoración de mocárabes  entre las trompas, para una transición más unificada hacia la cúpula.
Las tumbas funerarias de tipo torre, con plantas cilíndricas o poligonales y techos cónicos sobre cúpulas, también parecen haber existido a partir del siglo XI. El primer ejemplo es la tumba de la torre Gonbad-e Qābus, de 57 m de altura y 9,7 m de anchura, que se construyó en 1007. Fue declarada Patrimonio de la Humanidad de Unesco el año 2012.

Pequeña cúpulas en torres funerarias
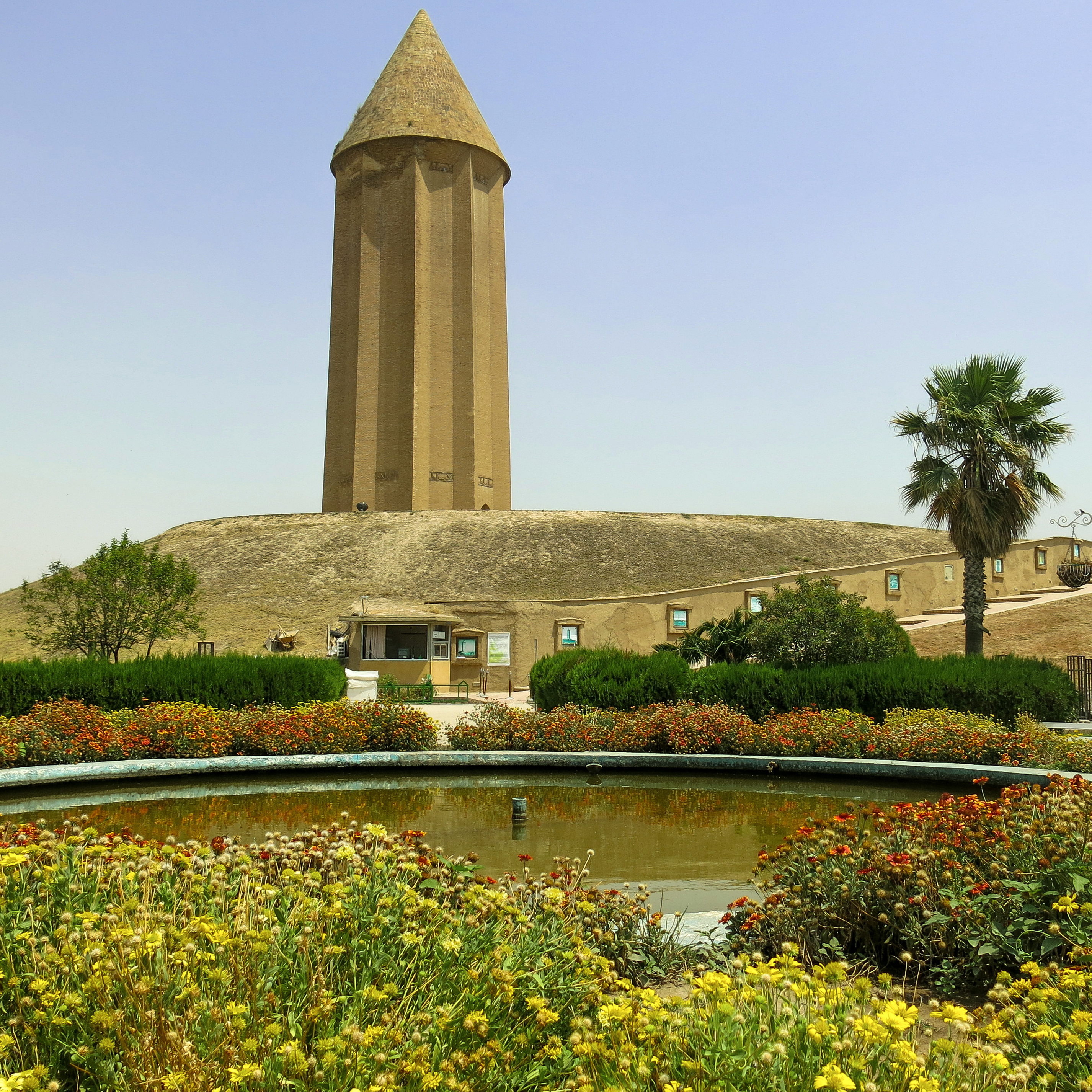
Torre Gonbad-e Qābus
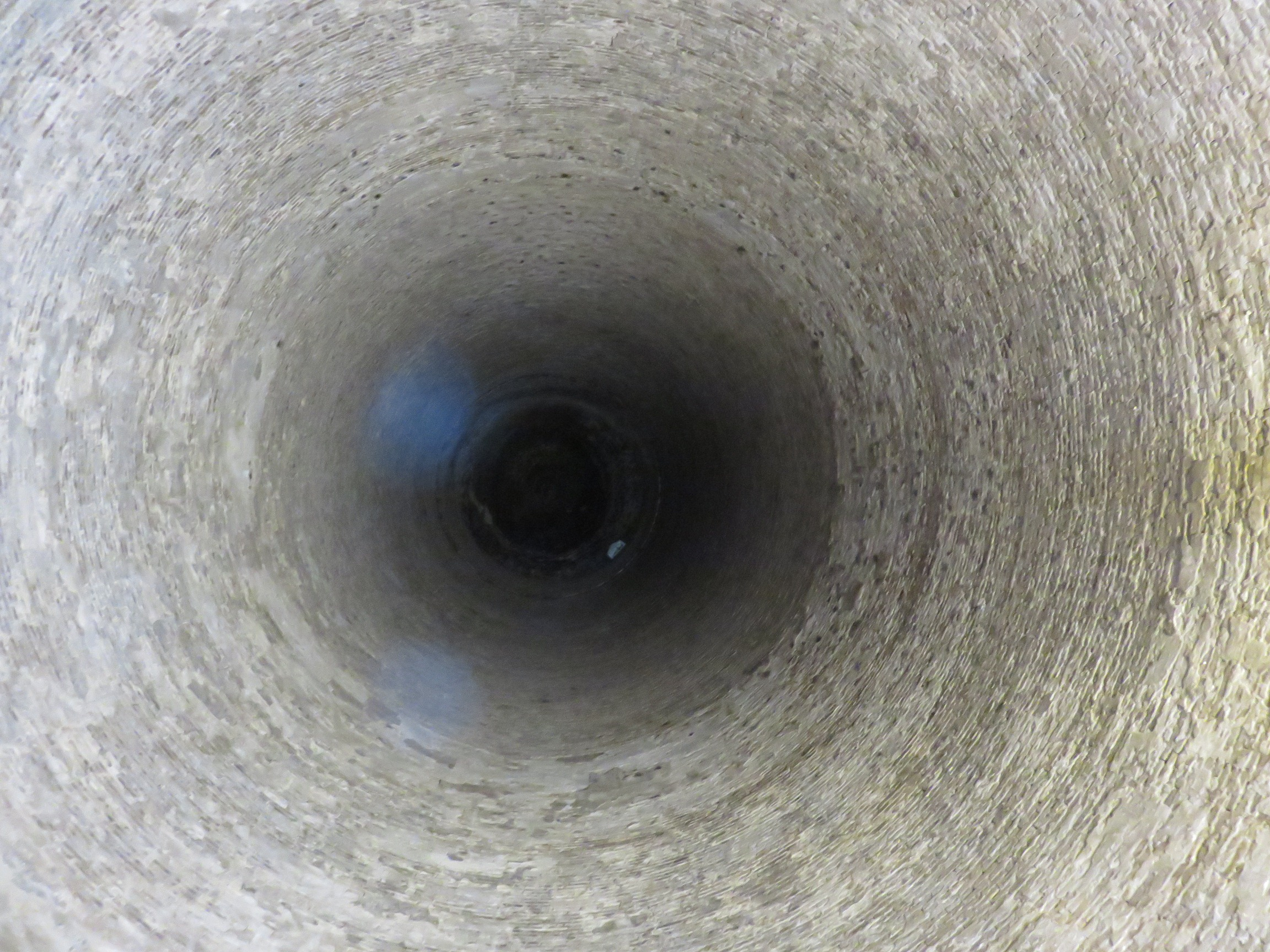
Interior de la torre
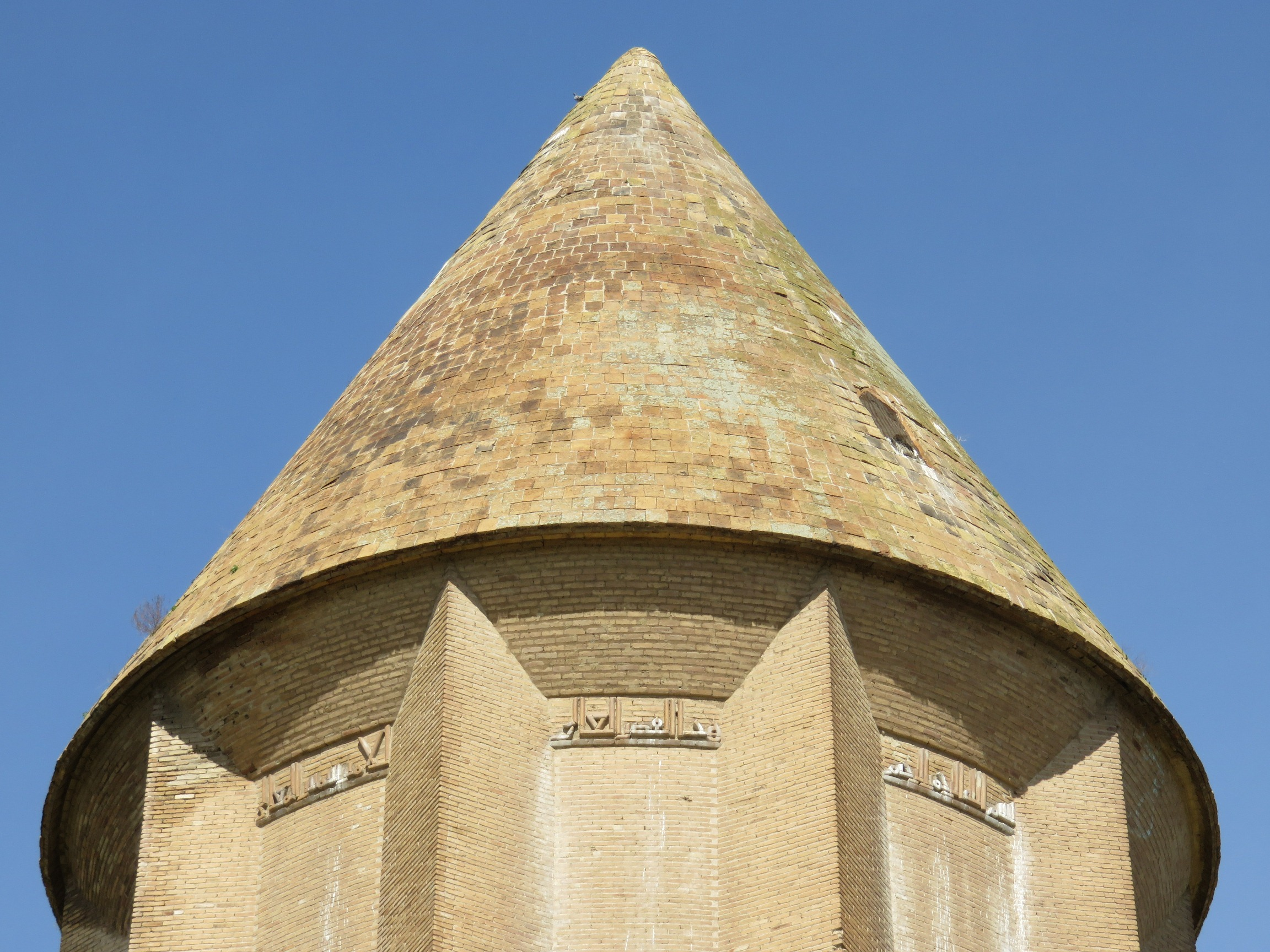
Detalle de la cubierta cónica sobre la cúpula interior

### Dinastía selyúcida (1037-1153)

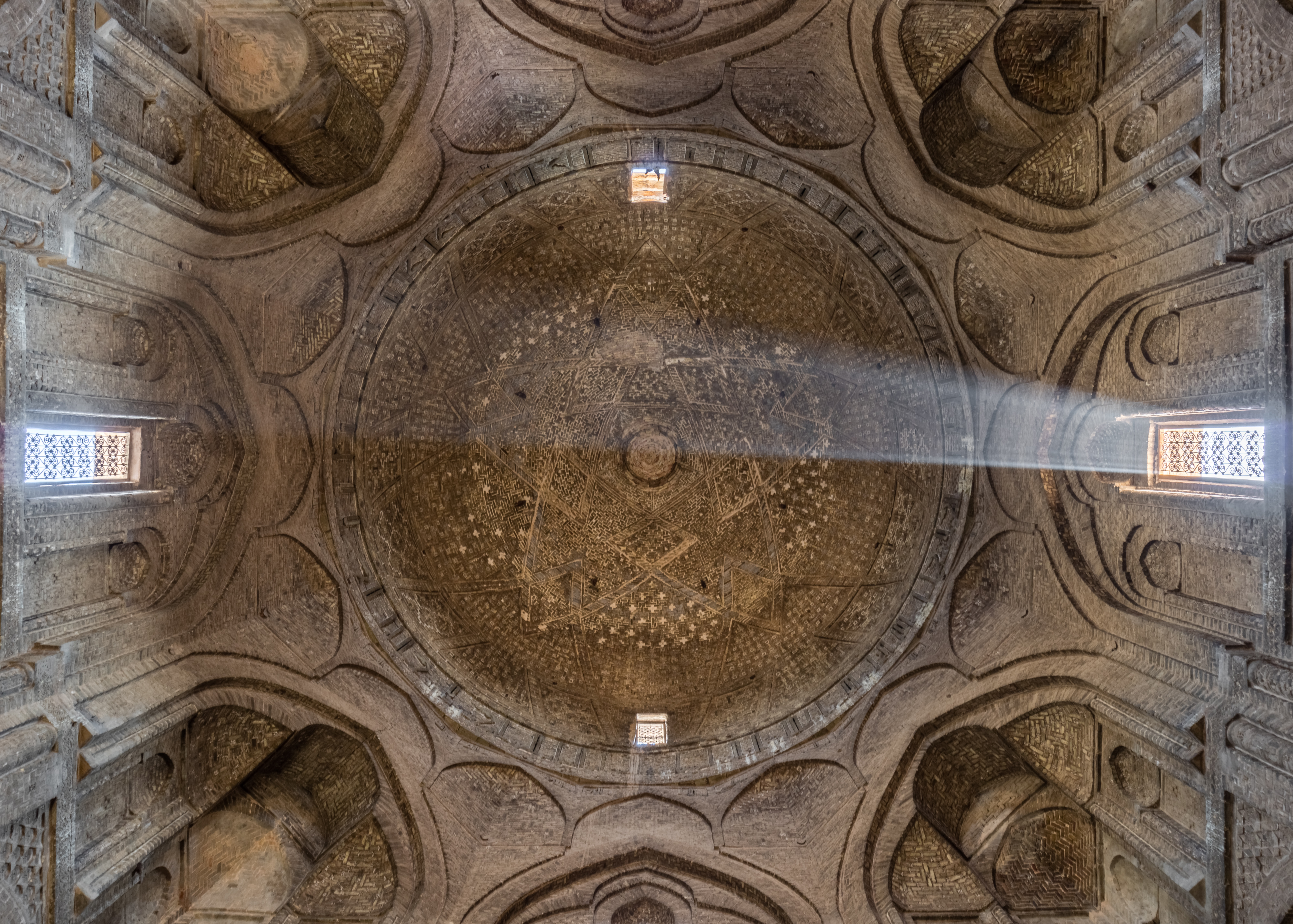
Interior de la cúpula de la Gran Mezquita de Isfahán, Irán.

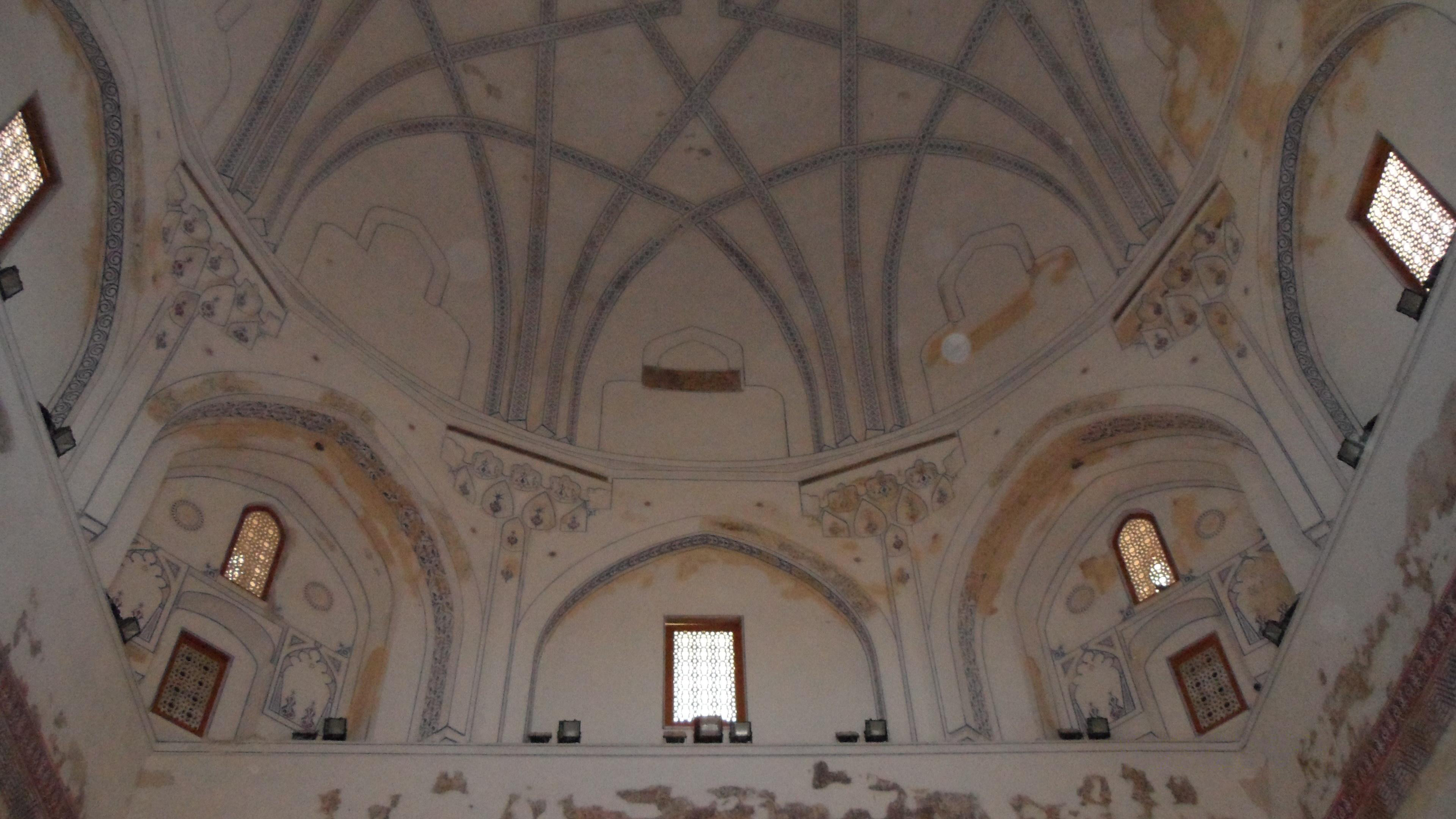
Interior de la cúpula de la tumba de Ahmad Sanjar (reconstruida)

La dinastía selyúcida construyó tumbas en edificaciones en forma de torres, llamadas «triángulos turcos», así como mausoleos en cubos cubiertos con una variedad de formas de cúpula. Las cúpulas de los selyúcidas incluían formas cónicas, semicirculares y apuntadas en una o dos hojas. Las cúpulas semicirculares poco profundas se encuentran principalmente desde esta era. Las cúpulas de doble hoja o cáscara eran discontinuas o continuas. Las  continuas de doble hoja se separaban entre sí formando un ángulo de 22,5 grados con respecto a su base, como la cúpula de la mezquita del viernes en Ardestan, mientras que las cúpulas discontinuas permanecieron completamente separadas, como las de las tumbas de las torres de Kharraqan. 
Este par de torres funerarias fueron realizadas de ladrillo. A partir del siglo XI, en Kharraqan, Irán, se encuentran las primeras cúpulas dobles de mampostería conocidas. Las cúpulas pueden haber sido modeladas a partir de anteriores cúpulas de madera de dos cáscaras, como la de la Cúpula de la Roca. También es posible, debido a que faltan las partes superiores de las dos cubiertas externas, que parte de las cúpulas externas pudieran haber sido de madera. Estas cúpulas de ladrillo en mausoleos fueron construidas sin el uso de centrado, una técnica desarrollada en Persia.
La dinastía selyúcida introdujo el recinto abovedado frente al mihrab de la mezquita, una tipología que se volvería popular en las mezquitas de la congregación persa, aunque las habitaciones abovedadas también pueden haber sido utilizadas anteriormente en pequeñas mezquitas del barrio. El recinto abovedado de la mezquita Jameh de Isfahán, construida en 1086-1087 por Nizam al-Mulk, fue la cúpula de mampostería más grande en el mundo islámico en ese momento; tenía ocho costillas e introdujo una nueva forma de trompa de esquina con dos cúpulas que soportaban una corta bóveda de cañón. En 1088, Tāj-al-Molk, un rival de Nizam al-Mulk, construyó otra cúpula en el extremo opuesto de la misma mezquita con costillas entrelazadas que forman estrellas de cinco puntas y pentágonos. Esto se considera la cúpula de Seljuk histórica, y puede haber inspirado patrones posteriores y las cúpulas del período de Ilkanato. El uso de azulejos y de yeso liso o pintado para decorar los interiores de las cúpulas, en lugar de ladrillos, aumentó bajo los selyúcidas. Una de las cúpulas más grandes de esta dinastía, construida sobre el sitio de un templo de fuego de los sasánidas, fue la de la mezquita Jameh de Qazvin con un vano de 15.2 metros. La cámara abovedada más grande era la tumba de Ahmad Sanjar, que tenía una doble cáscara grande, que se entrecruzan sobre costillas y con un exterior decorado de forma elaborada en la zona de transición con arcos y estucos. La tumba del sultán Ahmad Sanjar, quien reinó desde 1117 hasta 1157, fue dañada en el asedio de Merv en 1221 por Tolui Jan cuarto hijo de Gengis Kan.

Cúpulas de la época del imperio selyúcida (1037-1153)
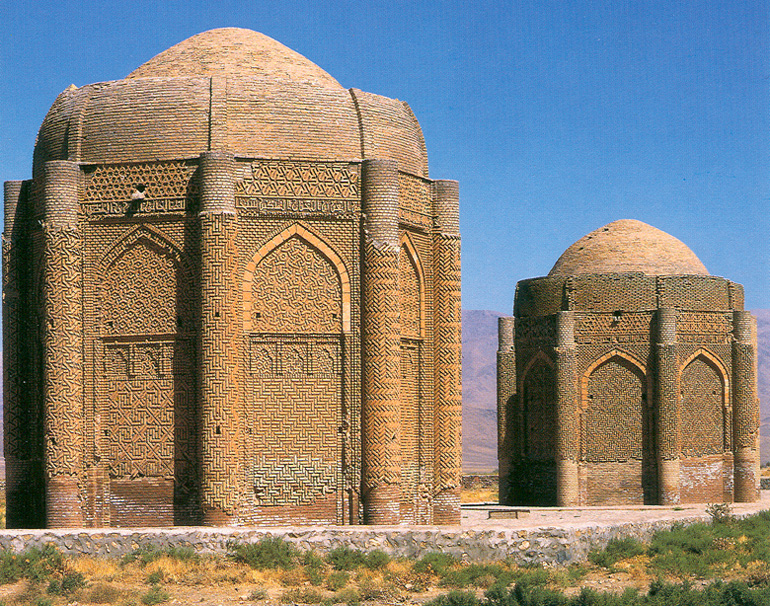
Tumbas gemelas de las torres de Kharraqan, en Irán
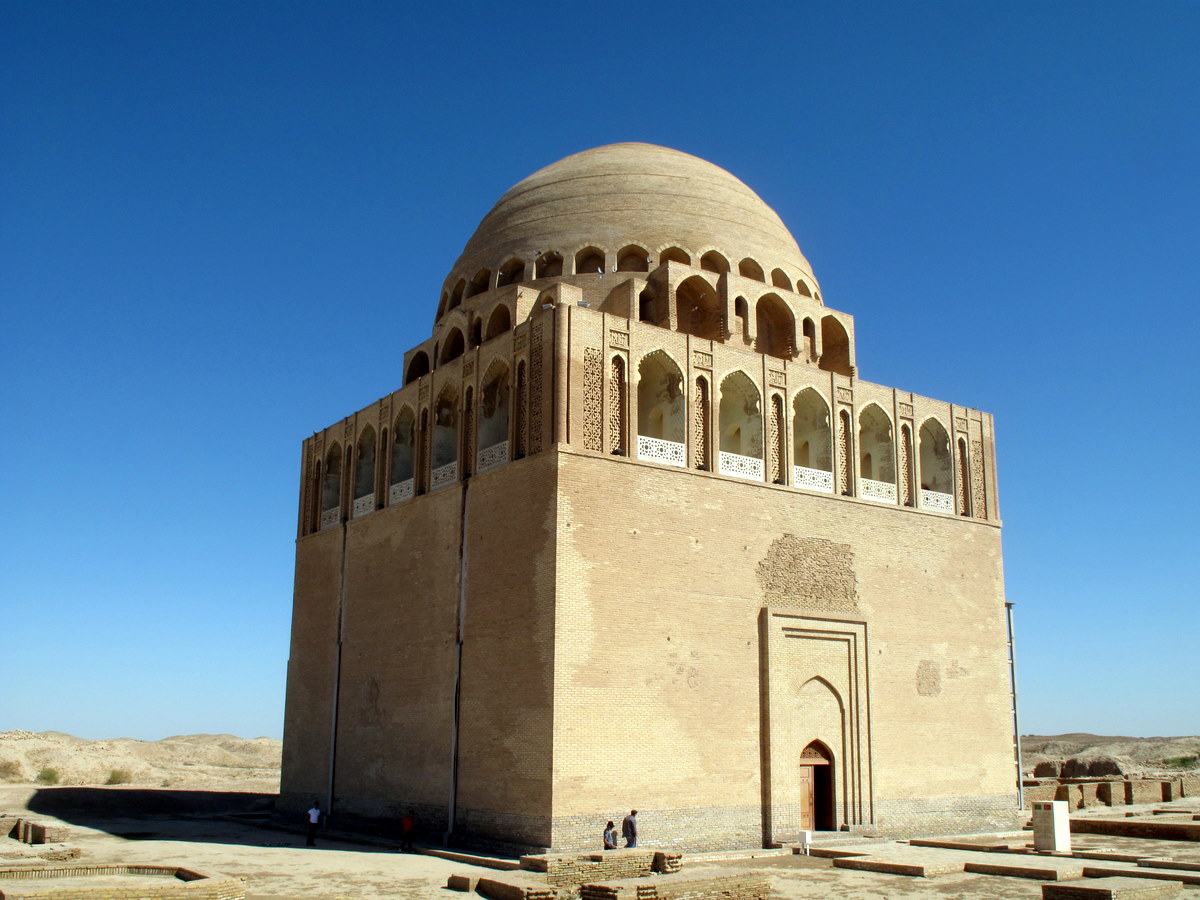
Tumba de Ahmad Sanjar en Merv, Turkmenistán (reconstruida)
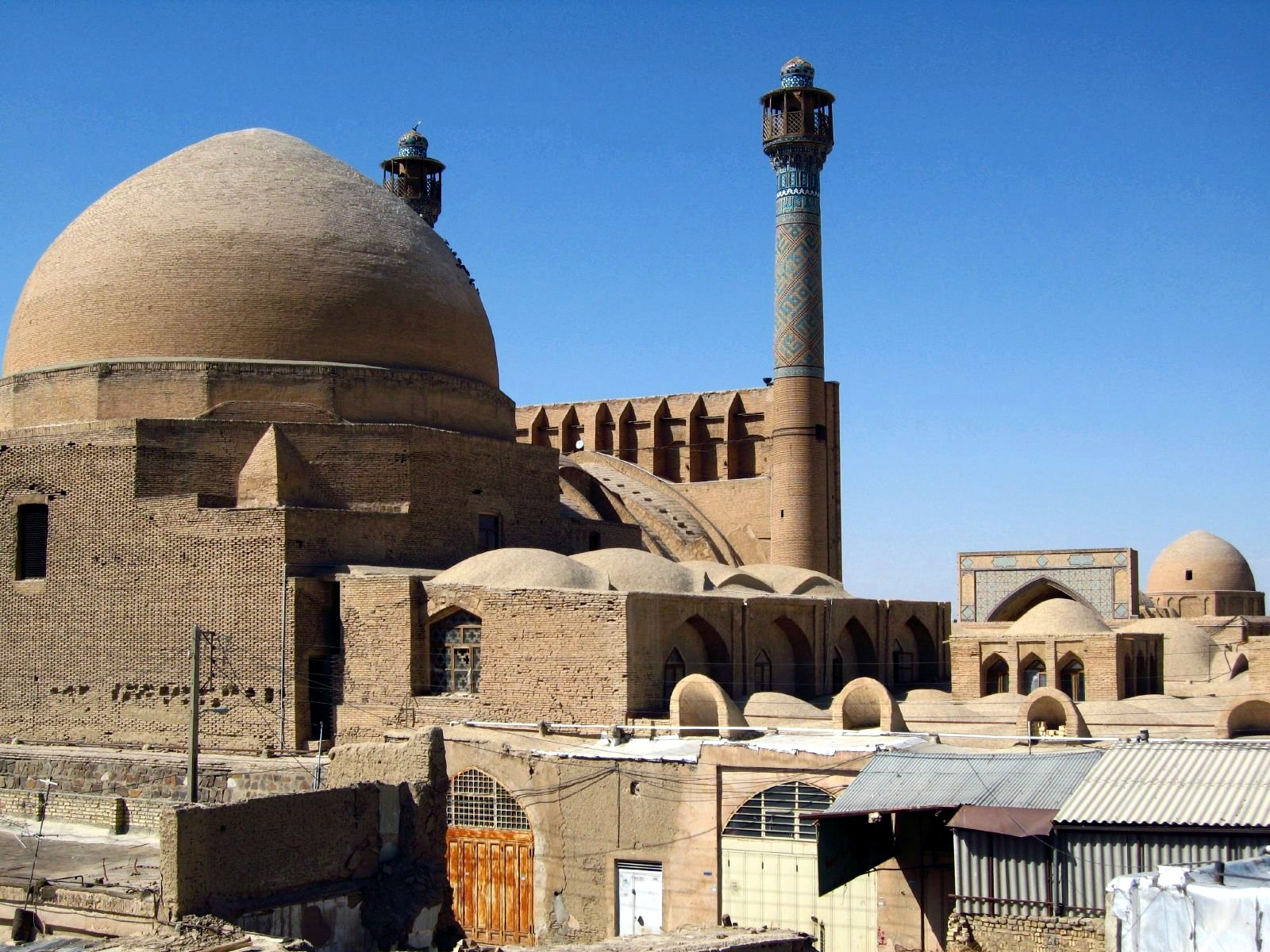
A la izquierda, la gran cúpula Nizam al-Mulk, a la derecha la cúpula más pequeña Taj-al-Molk, de la mezquita del Viernes de Isfahán
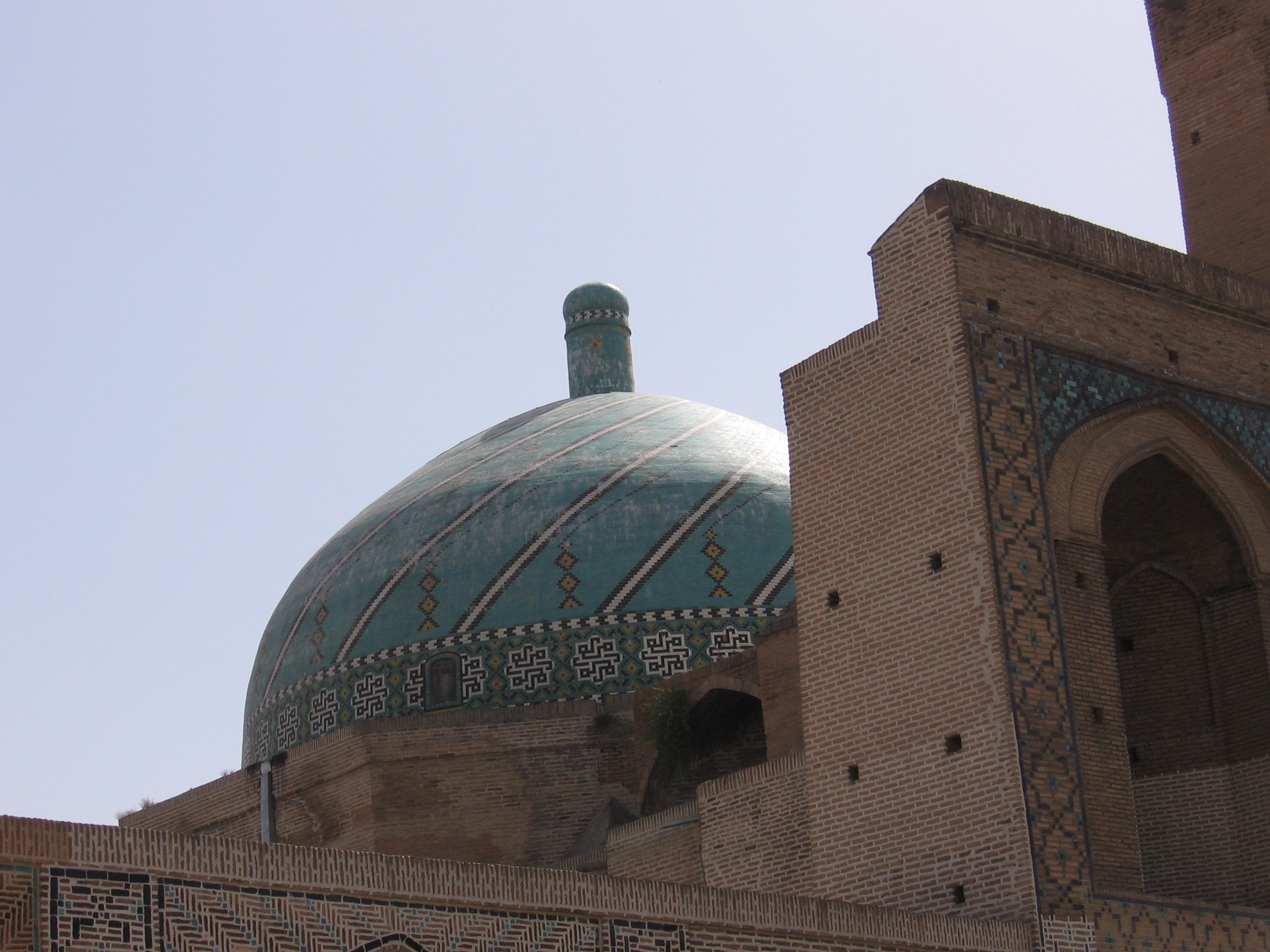
Cúpula de la mezquita de Qazvin

### Ilkanato (1256-1335)

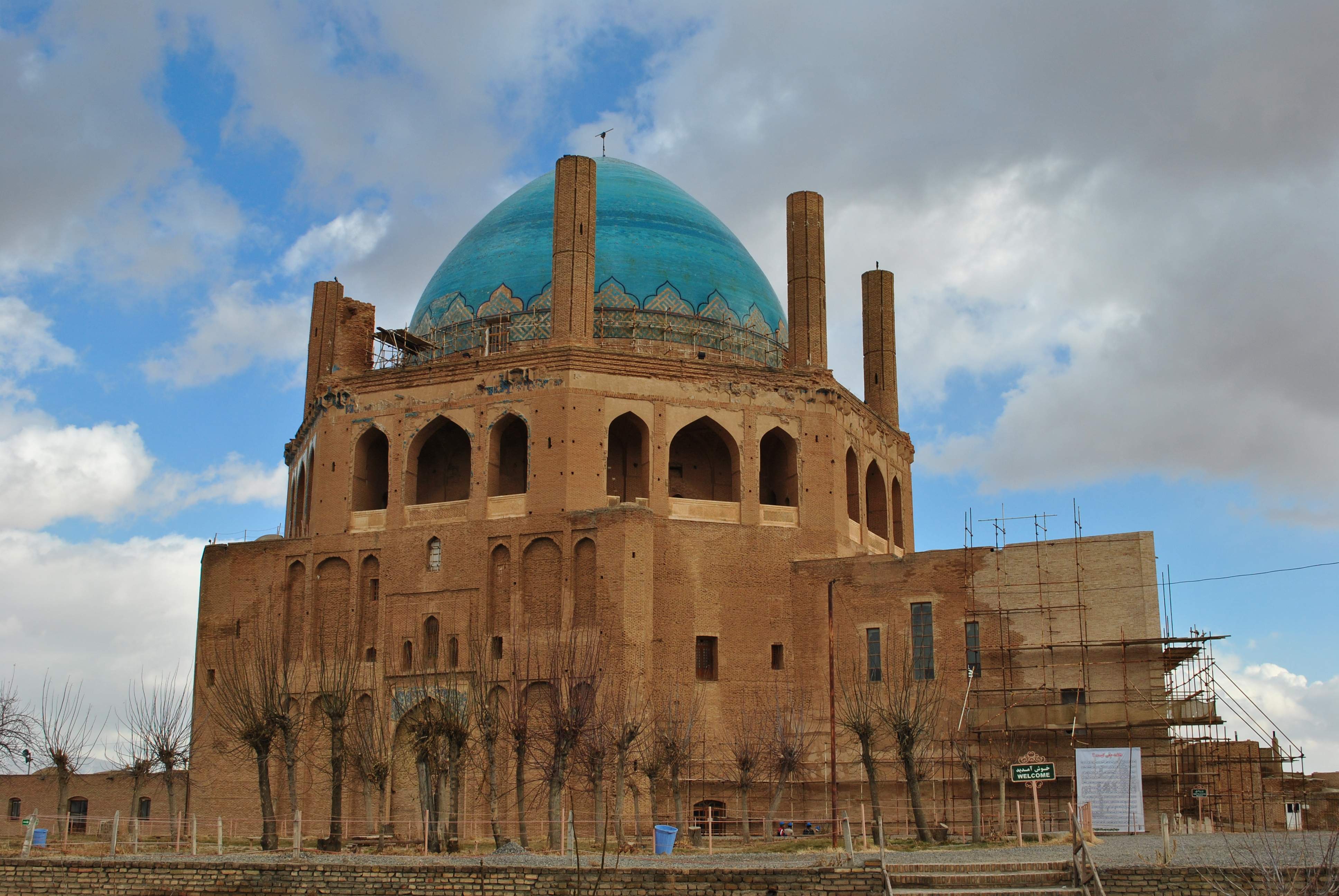
La conocida como cúpula de Soltaniyeh, en el mausoleo de Öljeitü en las homónimas ruinas de Soltaniyeh, Irán.

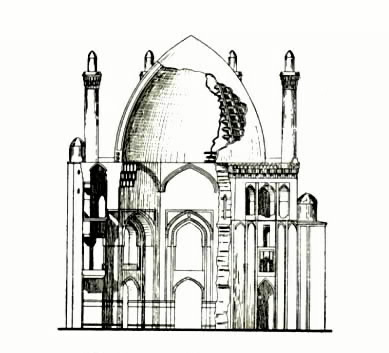
Cúpula del mausoleo de Öljeitü en Soltaniyeh.

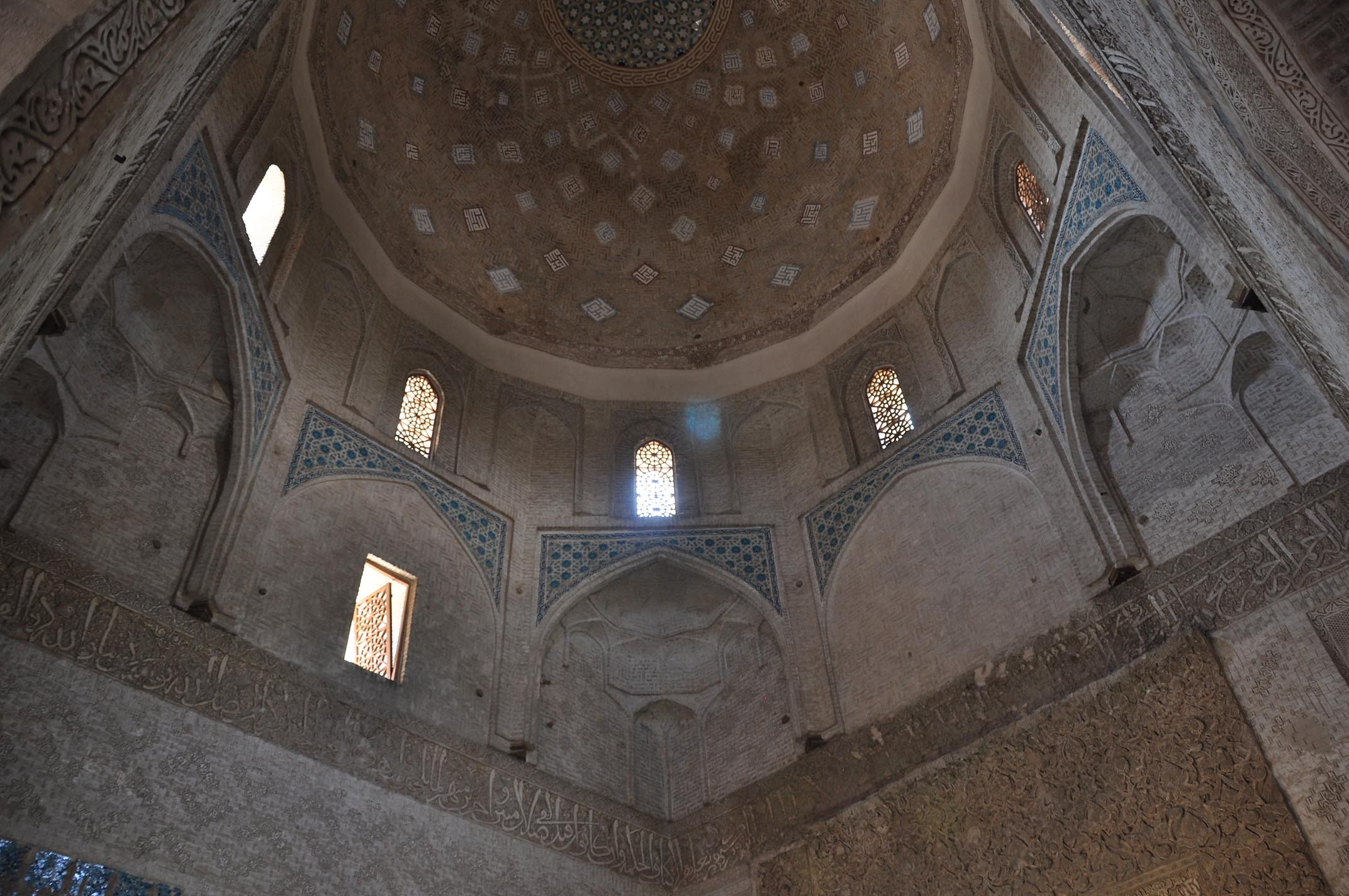
Interior de la mezquita de Jameh de Varamin, Irán

Después de los efectos perturbadores de las varias invasiones de los mongoles, la arquitectura persa floreció nuevamente en los períodos del Ilkanato y de la dinastía timúrida. Una característica de las cúpulas empleadas en ese momento fue el uso de altos tambores y de varios tipos de hojas dobles discontinuas, así como el desarrollo de hojas triples y de los refuerzos internos también se produjo en ese momento. Ya avanzada en el Ilkanato, la cúpula persa logró su configuración final de un soporte estructural, una zona de transición, un tambor y la cáscara o cáscaras, y la evolución posterior se limitó a variaciones en la forma y geometría de la cáscara. La construcción de torres funerarias disminuyó.
Las dos cúpulas principales del período de Ilkanato son, el ahora desaparecido mausoleo de Ghazan en Tabriz y el mausoleo de Öljeitü en Soltaniyeh, este último construido para rivalizar con el primero. Öljaitü fue el primer soberano de Persia en declararse de la secta del chiismo del Islam y construyó el mausoleo, con la cúpula persa más grande, para albergar los cuerpos de Ali y Hussein como un lugar de peregrinación. Esto no ocurrió y se convirtió en su propio mausoleo. La cúpula tiene 50 metros de altura y casi 25 metros de diámetro y tiene el mejor trabajo de teja y estuco de este período. La delgada cúpula de doble hoja o cáscara estaba reforzada por arcos entre las hojas.
Las torres funerarias de este período, como la tumba de Abdas-Samad Esfahani en Natanz, a veces tienen cúpulas con mocárabes, aunque suelen ser conchas de yeso que ocultan las estructuras subyacentes. Las altas proporciones de la mezquita Jameh de Varamin se debieron principalmente al aumento de la altura de la zona de transición, con la adición de una sección de dieciséis lados por encima de la zona principal de mocárabes y trompas. La cúpula doble de 7,5 metros de ancho del mausoleo de Agha Soltan Bakht (1351–1352) es el primer ejemplo conocido en el que las dos hojas de la cúpula tienen perfiles significativamente diferentes, que se propagó rápidamente en toda la región. Las cáscaras interior y exterior tenían refuerzos radiales y puntales entre ellas. Un ejemplo temprano de un recinto con cúpula casi completamente cubierta con azulejos decorativos es el de la mezquita del Viernes de Yazd (1364), así como varios de los mausoleos de Shah-i-Zinda en Samarcanda. El desarrollo de tambores más altos también continuó en el período timúrida.

Cúpulas de la época del Ilkanato (1256-1335)
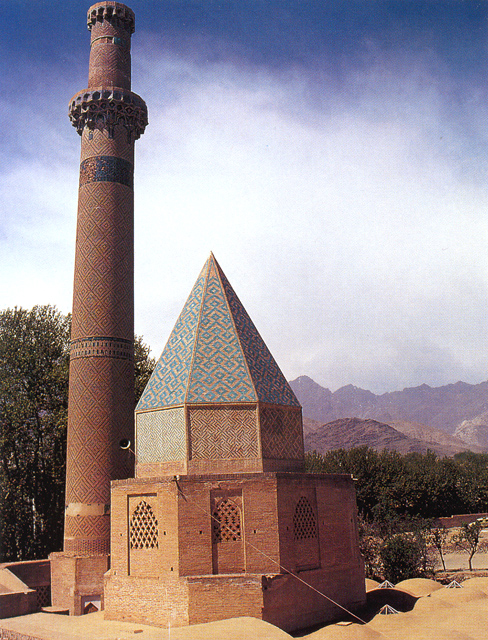
Tumba de Abdas-Samad Esfahani en Natanz, Irán
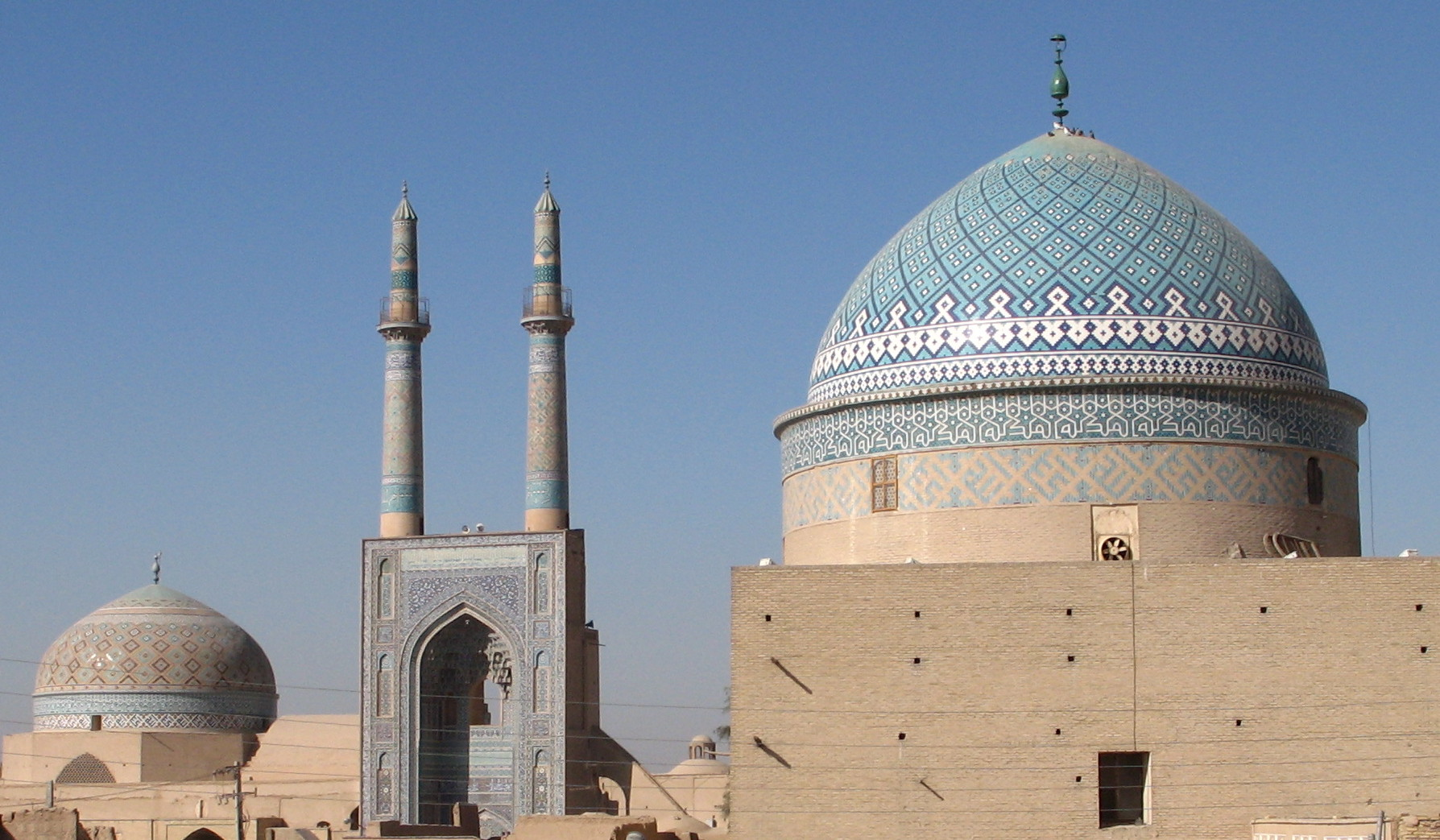
Cúpula decorada con mosaicos de la mezquita del viernes en Yazd
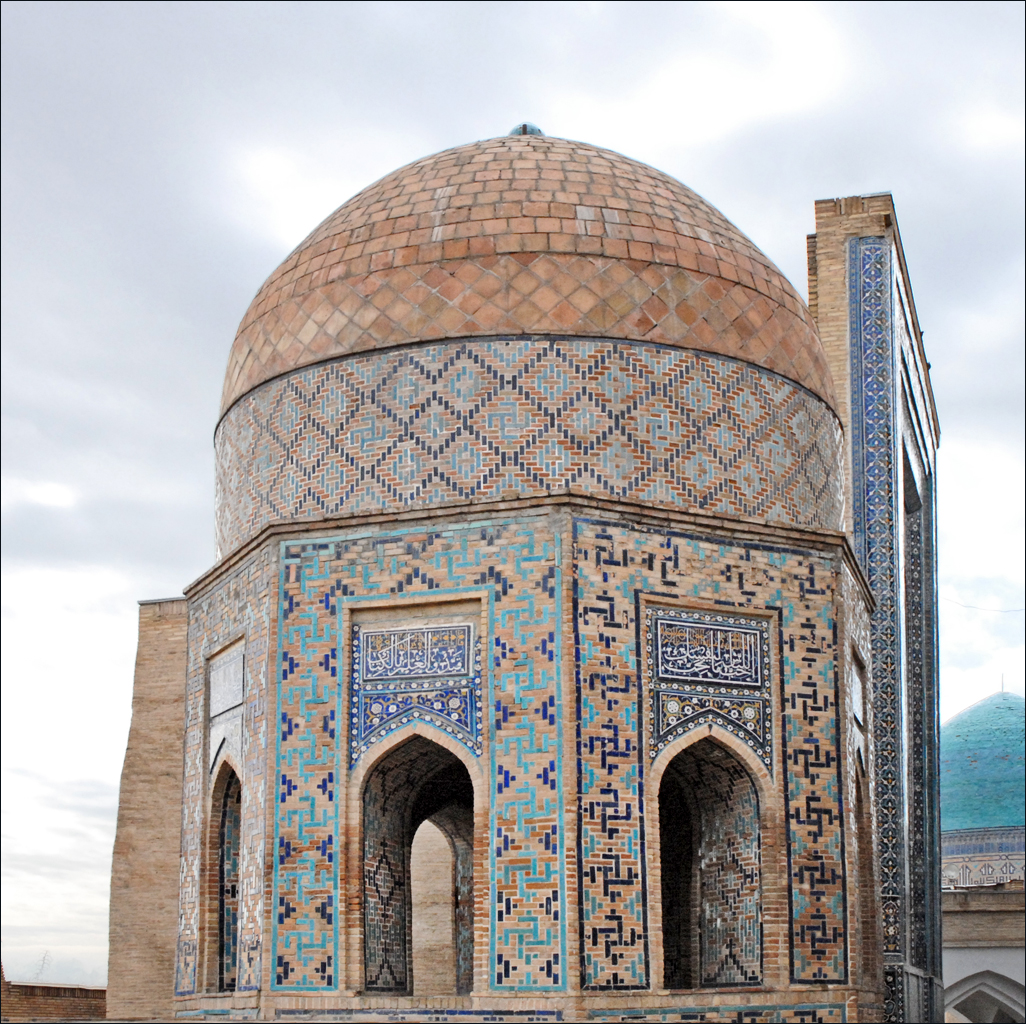
El mausoleo octogonal cerca de Shah-i-Zinda en Samarcanda

### Dinastía timúrida (1370-1507)

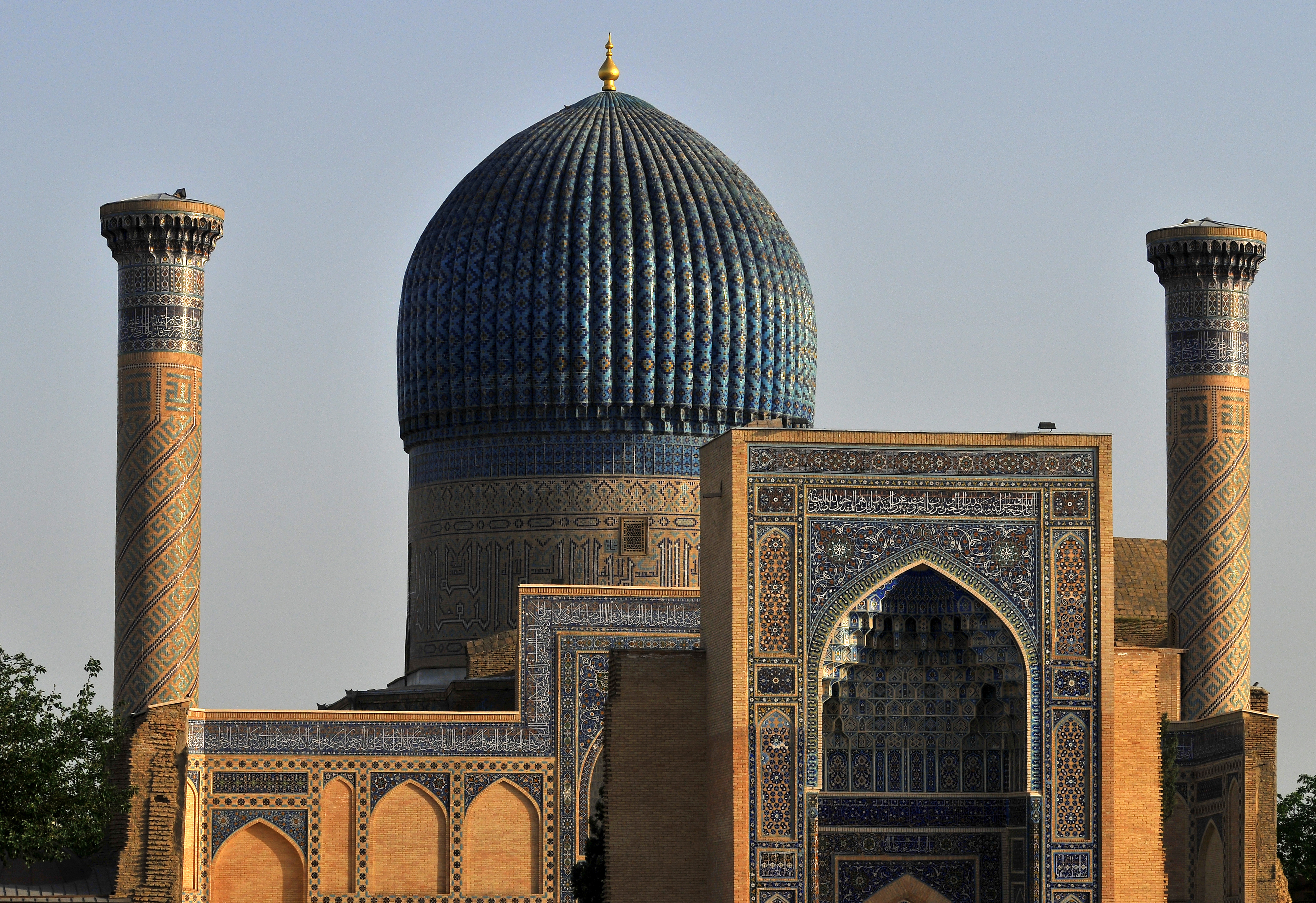
La cúpula de Gur-e Amir, sobre el mausoleo de Khoja Ahmad Yasavi

En la capital de la dinastía timúrida de Samarcanda, los nobles y los gobernantes de los siglos XIV y XV comenzaron a construir tumbas con cúpulas de doble hoja que contenían tambores cilíndricos de mampostería entre las cáscaras. En el Gur-e Amir, construido por Tamerlán alrededor de 1404, un marco de madera en la cúpula interior sostiene la cúpula externa y bulbosa. Las barras de unión radiales en la base de la cúpula bulbosa proporcionan un soporte estructural adicional. Los anillos de refuerzo de madera y los anillos de piedra unidos por alambres de hierro también se utilizaron para compensar los problemas estructurales introducidos mediante el uso de tales tambores. Las secciones radiales de las paredes de ladrillo con puntales de madera se utilizaron entre las cáscaras de las cúpulas dobles discontinuas para proporcionar estabilidad estructural a finales del siglo XIV.

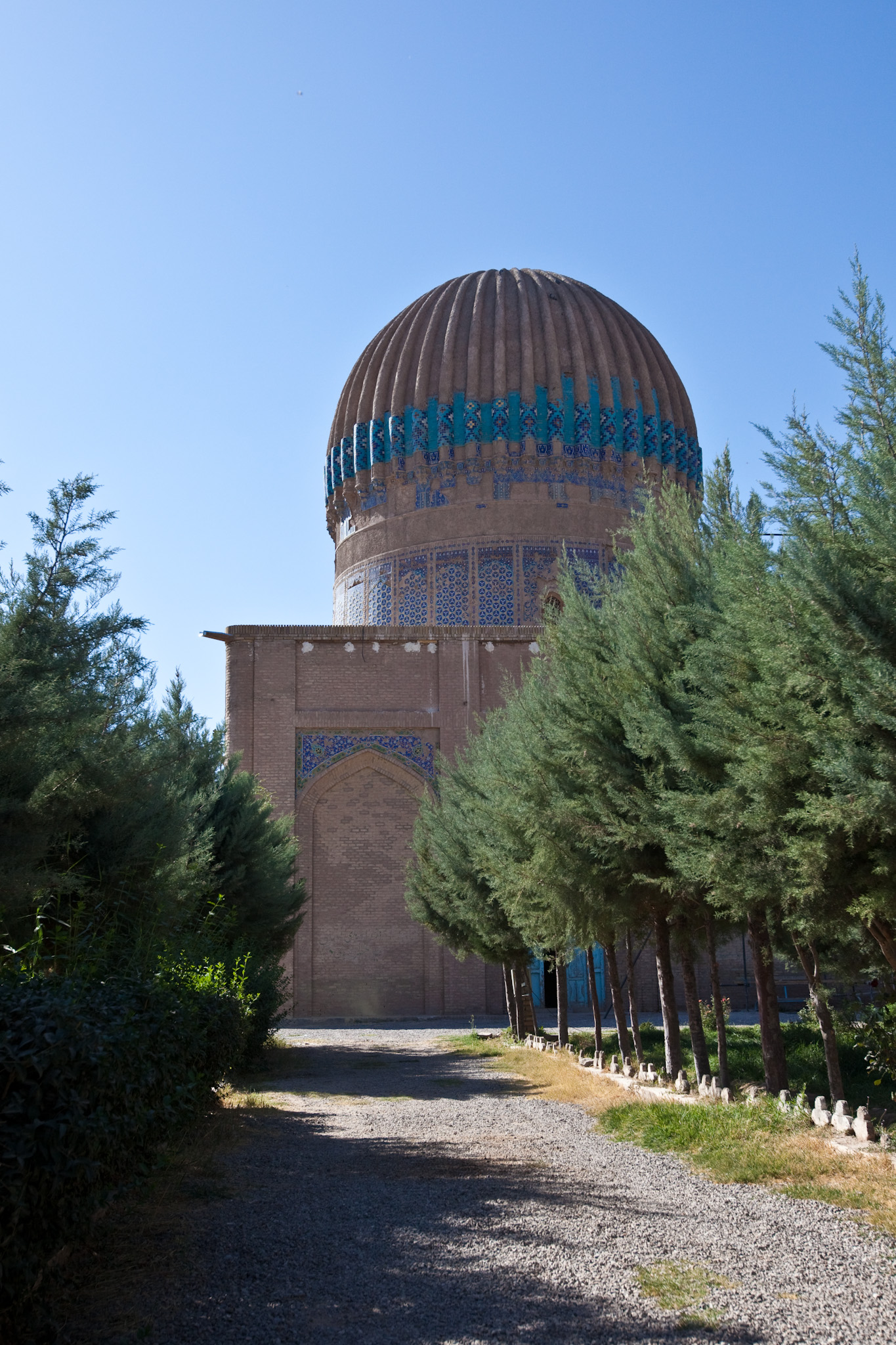
Cúpula del mausoleo de Goharshad

Una miniatura pintada en Samarcanda muestra que las cúpulas bulbosas se usaron para cubrir pequeños pabellones de madera en Persia a principios del siglo XV. Poco a poco ganaron en popularidad. Las cúpulas grandes, bulbosas y estriadas en tambores altos que son características de la arquitectura timúrida del siglo XV fueron la culminación de la tradición de Asia Central e Irán de cúpulas altas con revestimientos de azulejos en azul y otros colores. El mausoleo de Khoja Ahmad Yasavi, situado en el sur de Kazajistán, nunca se terminó, pero tiene la cúpula de ladrillo más grande existente en Asia Central, que mide 18,2 m de diámetro y 28 m de alto. El exterior de la cúpula está cubierto con azulejos hexagonales verdes con patrones dorados. Fue declarado como Patrimonio de la Humanidad por la Unesco en el año 2003, siendo el primer patrimonio de la humanidad de la región del kazajo.

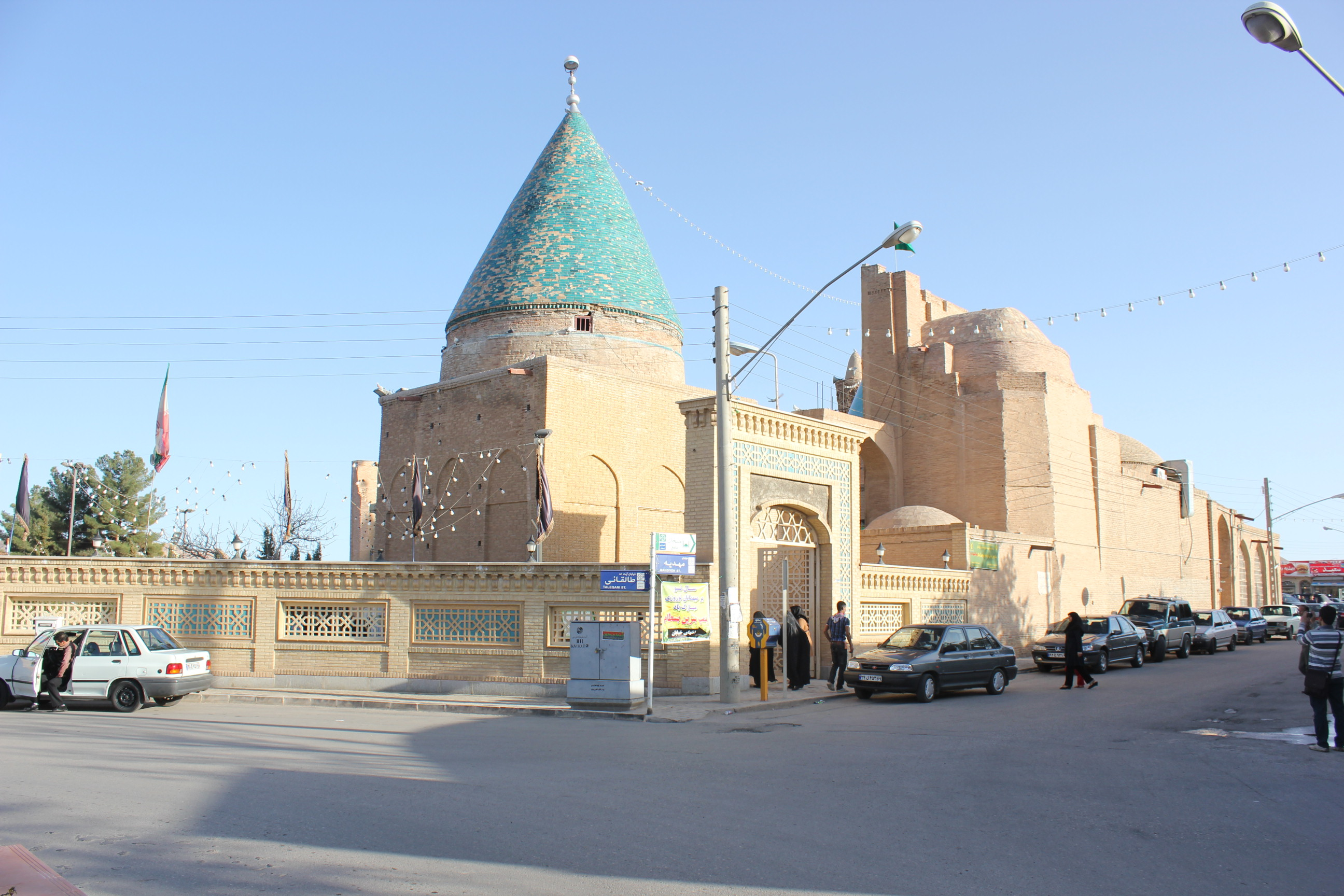
El santuario Bayazid Bastami.

Los mausoleos rara vez se construían como edificaciones independientes después del siglo XIV, y en cambio se solían asociar a las madrasas en pares. Las cúpulas de estas madrasas, como las de la madrasa de Goharshad (1417-1433) y la madraza de atargerd (1436-1443), tenían interiores dramáticamente innovadores. Utilizaron arcos que se cruzan para sostener una cúpula interior más angosta que el piso de abajo, un cambio que puede haberse originado con el uso del siglo XIV de pequeñas cúpulas de linternas sobre bóvedas transversales. La madrasa de Goharshad es también la primera cúpula de cáscara triple. La cúpula central puede haber sido añadida como refuerzo. Las cúpulas de triple cáscara son raras fuera de la era timúrida. La cúpula de la mezquita Amir Chakhmaq (1437) tiene una cubierta interna semicircular y un sistema avanzado de refuerzos y puntales de madera que soportan una cubierta externa apuntada poco profunda. Cabe destacar que la cúpula tiene un tambor circular con dos niveles. Otra cúpula de doble hoja del principio de la dinastía selyúcida en el complejo del santuario de Bayazid Bastami se cambió en el período timúrida mediante la adición de una tercera cáscara cónica sobre las dos abovedadas existentes.
La arquitectura uzbeka de la región alrededor de la Transoxiana mantuvo el estilo timúrida de construcción de cúpulas. Donde las cámaras de la cúpula estaban rodeadas por iwanes axiales y cuartos de esquina en un plan octogonal, como en el santuario de Parsa de Khwaja Abu Nasr (ca. 1598), proporcionaron el modelo para los mausoleos indios como la Tumba de Humayun en Delhi o el Taj Mahal. Algunos de los mercados abovedados más antiguos, llamados tīmcās, se pueden encontrar en Bujará, de la era de los shaybánidas.

Cúpulas de la época del imperio timúrida (1370-1507)
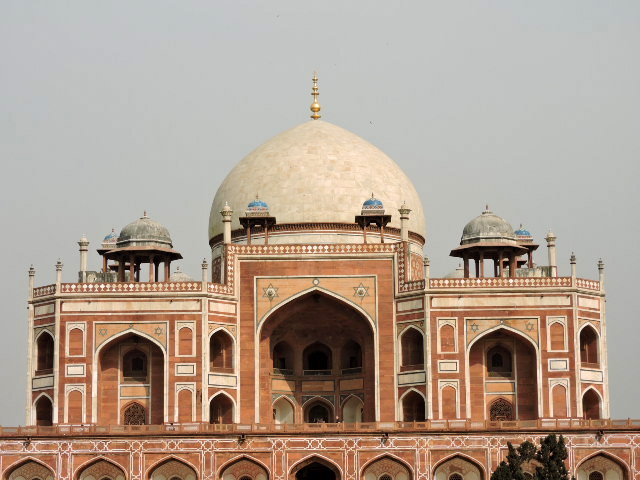
La cúpula de la tumba de Humayun en Delhi
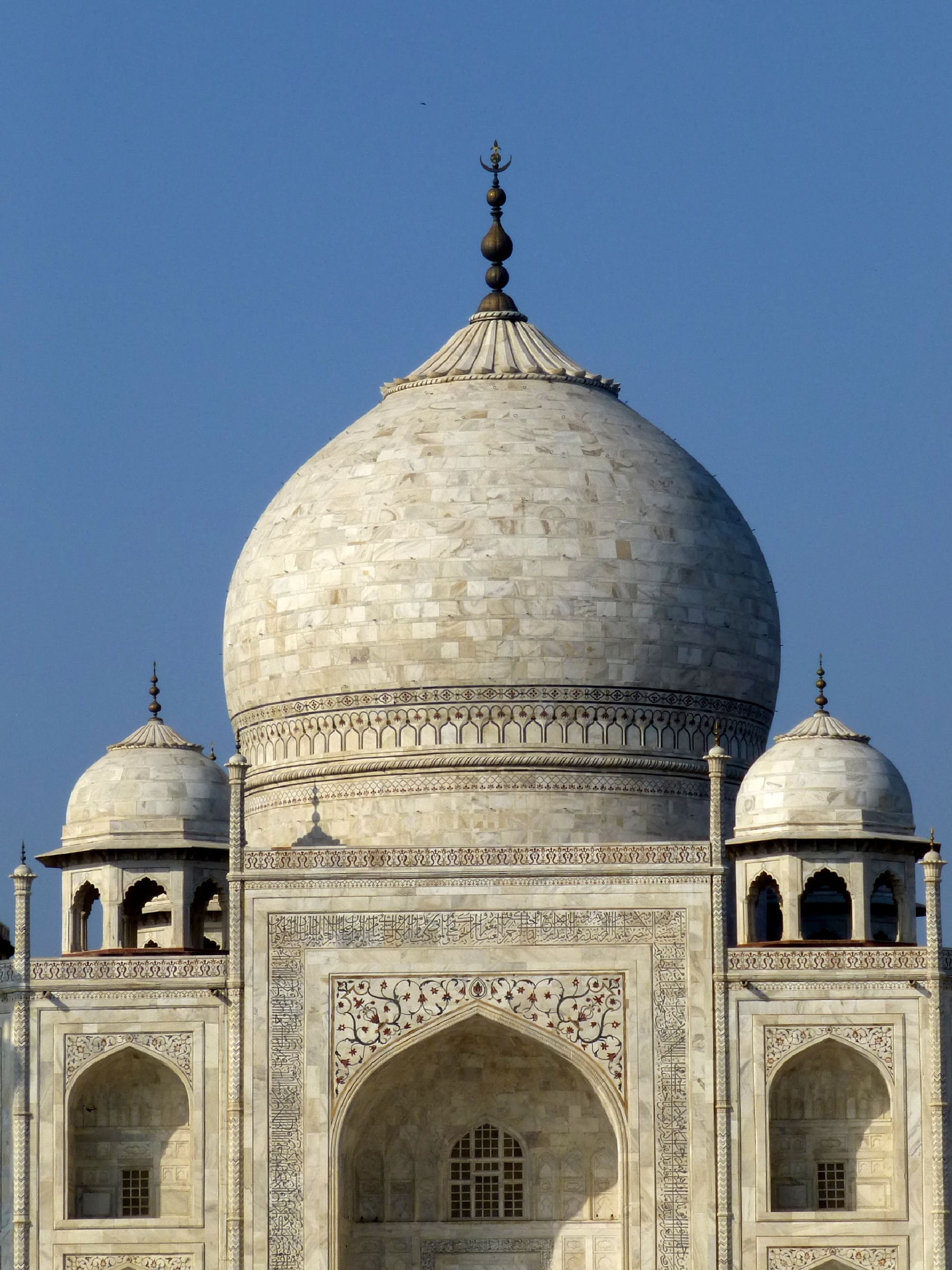
La cúpula del Taj Mahal
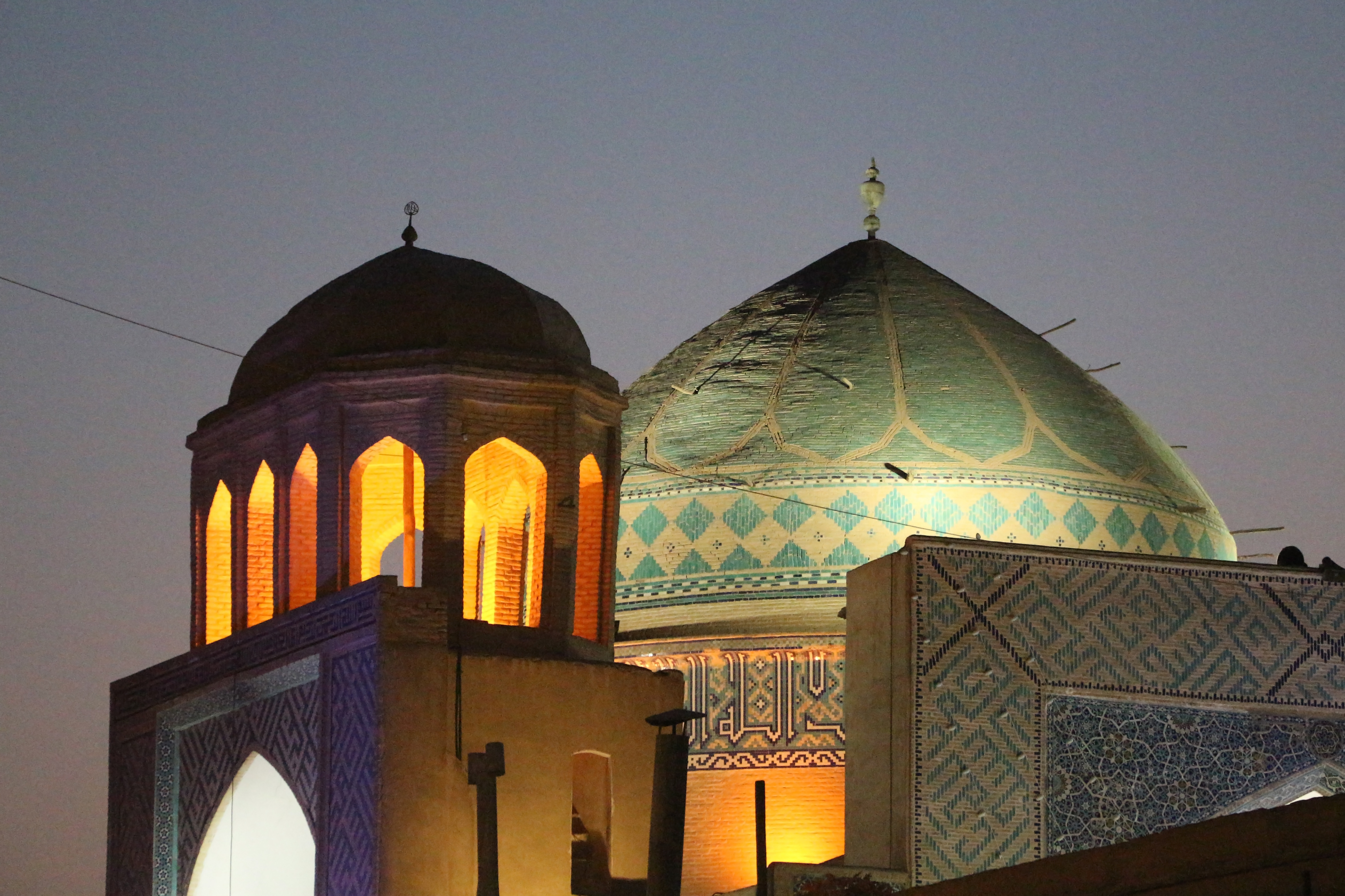
El complejo Amir Chakhmaq, Yazd, Iran

### Dinastía safávida  (1501-1732)

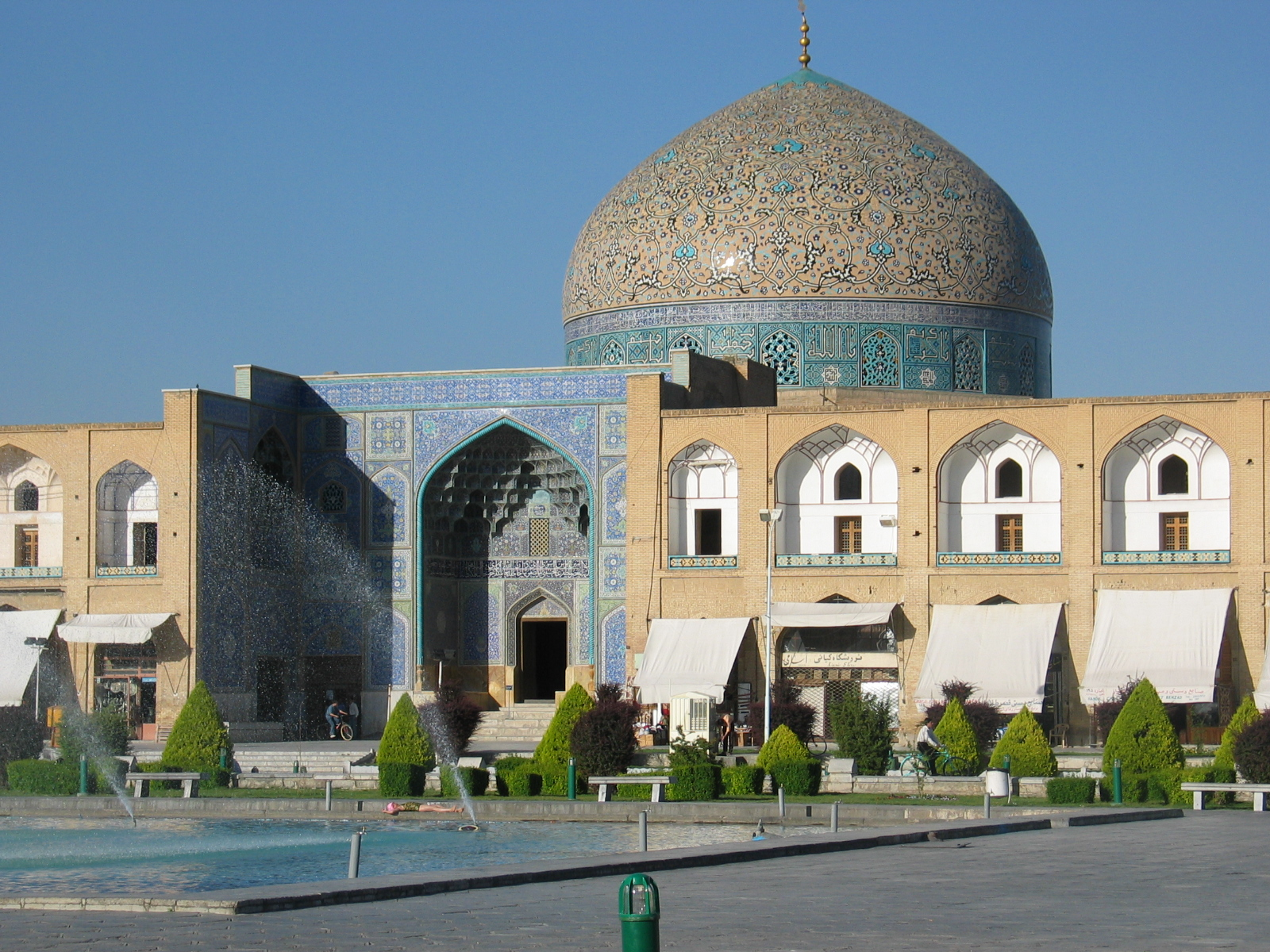
Vista delantera de la Mezquita del jeque Lotf Allah.

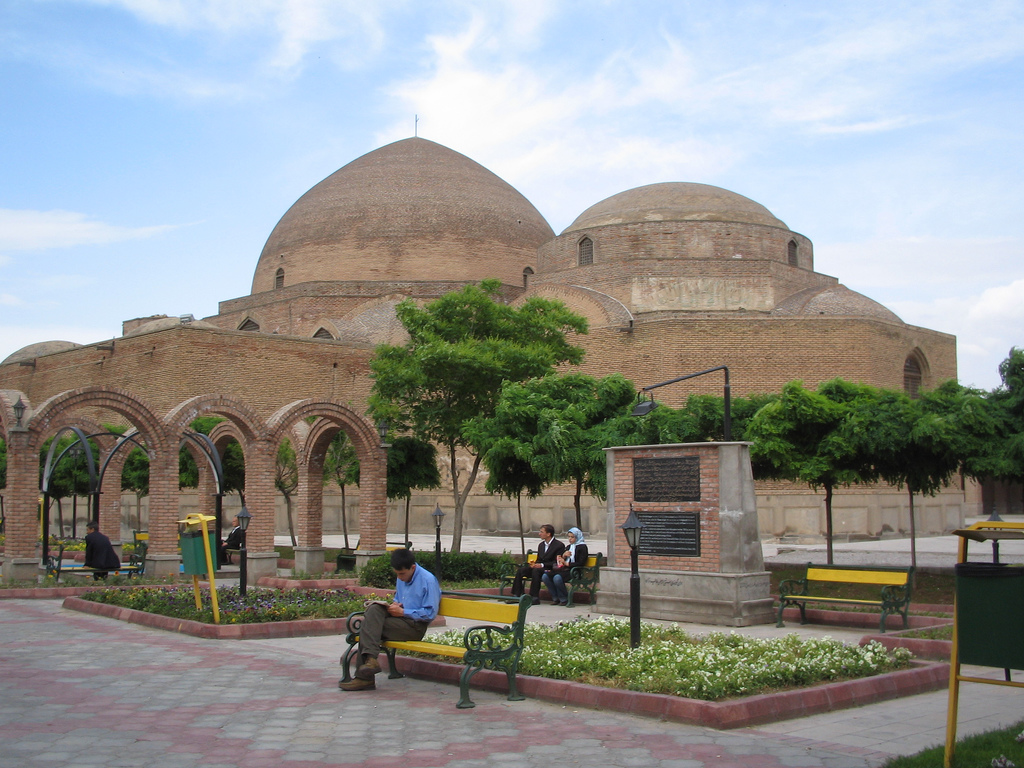
Mezquita azul de Tabriz

La dinastía safávida está considerada como la más grande del Imperio iraní desde la conquista musulmana de Persia. Las cúpulas se caracterizan por un perfil bulboso distintivo y se consideran la última generación de cúpulas persas. Por lo general, son más delgadas que las cúpulas anteriores y están decoradas con una variedad de azulejos de colores y diseños vegetales complejos.
- La cúpula de la Mezquita Azul de Tabriz fue construida en 1465 por órdenes de Jahān Shāh, rey de la dinastía Kara Koyunlu. Tenía su interior cubierto con «azulejos hexagonales de color azul oscuro con oro pintado».[4] La mezquita fue dañada gravemente en un terremoto de 1779, del que únicamente sobrevivió el iwán de entrada. En 1973 se empezó su reconstrucción bajo la supervisión del Ministerio de Cultura de Irán. El 9 de agosto de 2007 la mezquita Azul fue incluida en la Lista indicativa de Irán.[23]
- El palacio de Ali Qapu fue construido en el siglo XVII frente a la mezquita del jeque Lotf Allah.Incluye pequeñas habitaciones abovedadas decoradas con vegetación artificial.[Gr. 4]
- La cúpula de la mezquita del jeque Lotf Allah en Isfahán (1603–1618), quizás la cámara de cúpula persa por excelencia, combina la habitación cuadrada con la zona de transición y utiliza esbozos lisos como los de la dinastía selyúcida del período anterior. En el exterior, se mezclan múltiples niveles de arabesco esmaltado con un fondo de ladrillo sin esmaltar.
- Las cúpulas de la mezquita del Imam Jomeini  y la madrasa Mādar-e Šāh tienen un diseño exterior similar sobre un fondo de azulejo azul claro.[4]
- La cúpula bulbosa de la mezquita del Imam Jomeini fue construida desde 1611 hasta 1638 y es una doble cubierta discontinua de 33 metros de ancho y 52 metros de altura. En 1662 el edificio tuvo que someterse a grandes reparaciones.[24] La mezquita se representa en el reverso del billete de 20 000 rials iraníes.[25] Está registrada, junto con la plaza de Naghsh-i Jahan, como Patrimonio de la Humanidad por la UNESCO.[26]
- El ejemplo más antiguo de la cúpula de cebolla  safadita está sobre el mausoleo octogonal de Khwaja Rabi (1617-1622). Las cúpulas de los safávidas fueron influyentes en los de otros estilos islámicos, como la arquitectura mogol de la India.[As. 14]

Cúpulas de la época del imperio safávida (1501-1732)
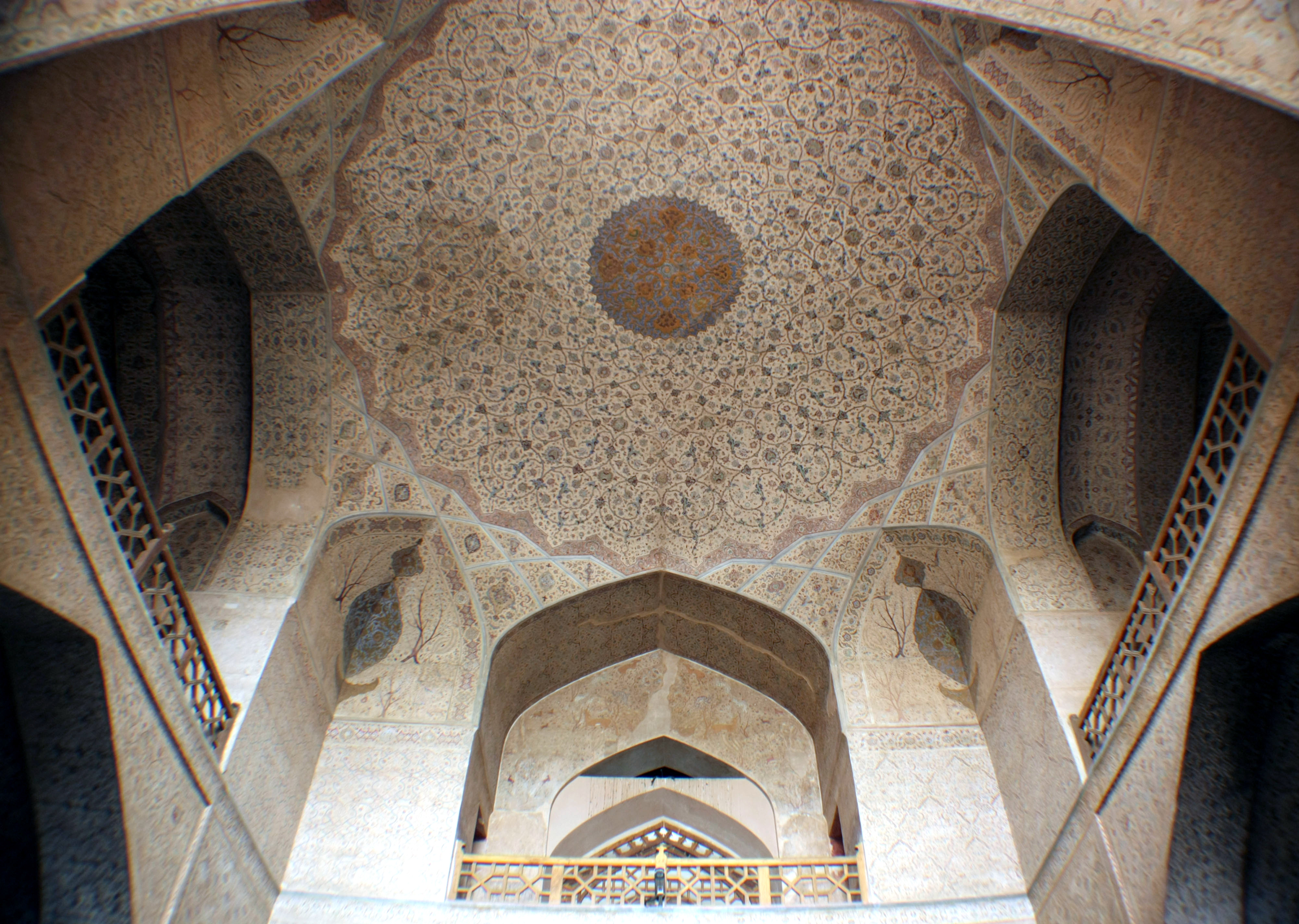
Interior de la cúpula del palacio de Ali Qapu
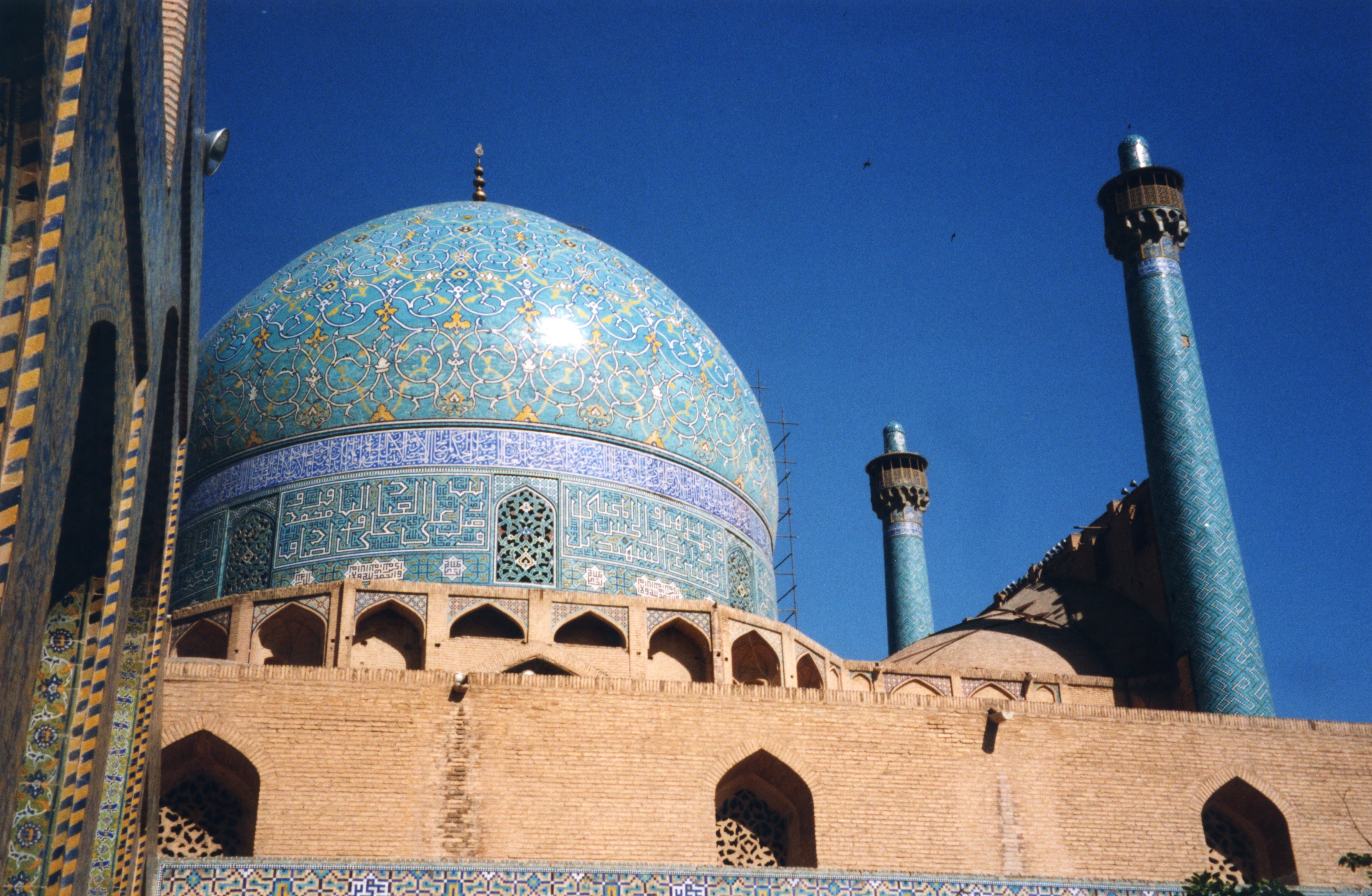
Cúpula de la mezquita del Imam Jomeini
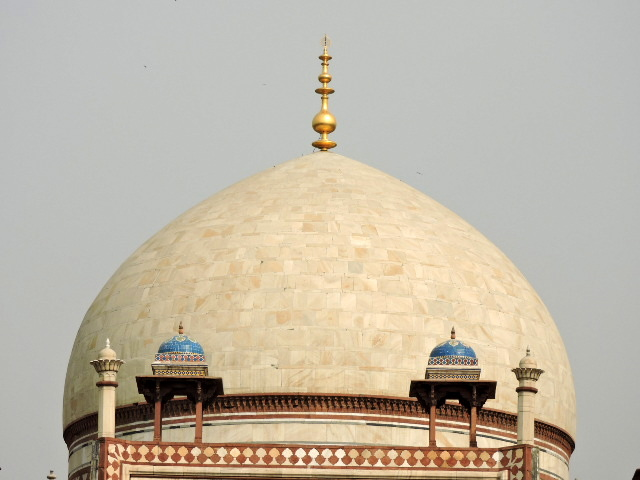
Una cúpula india
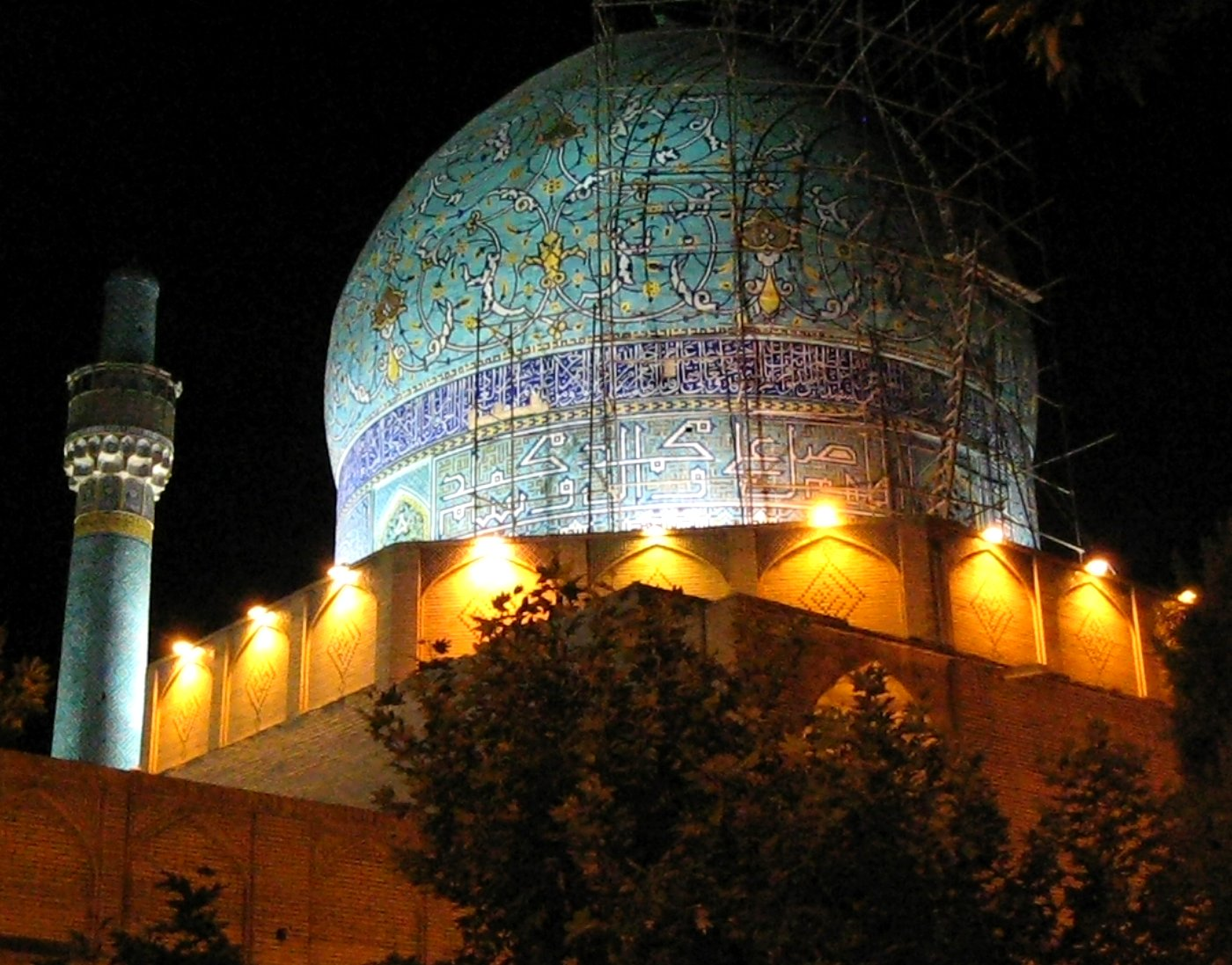
La cúpula de la madrasa Madar-e Sah

### Dinastía Qajar  (1779-1924)

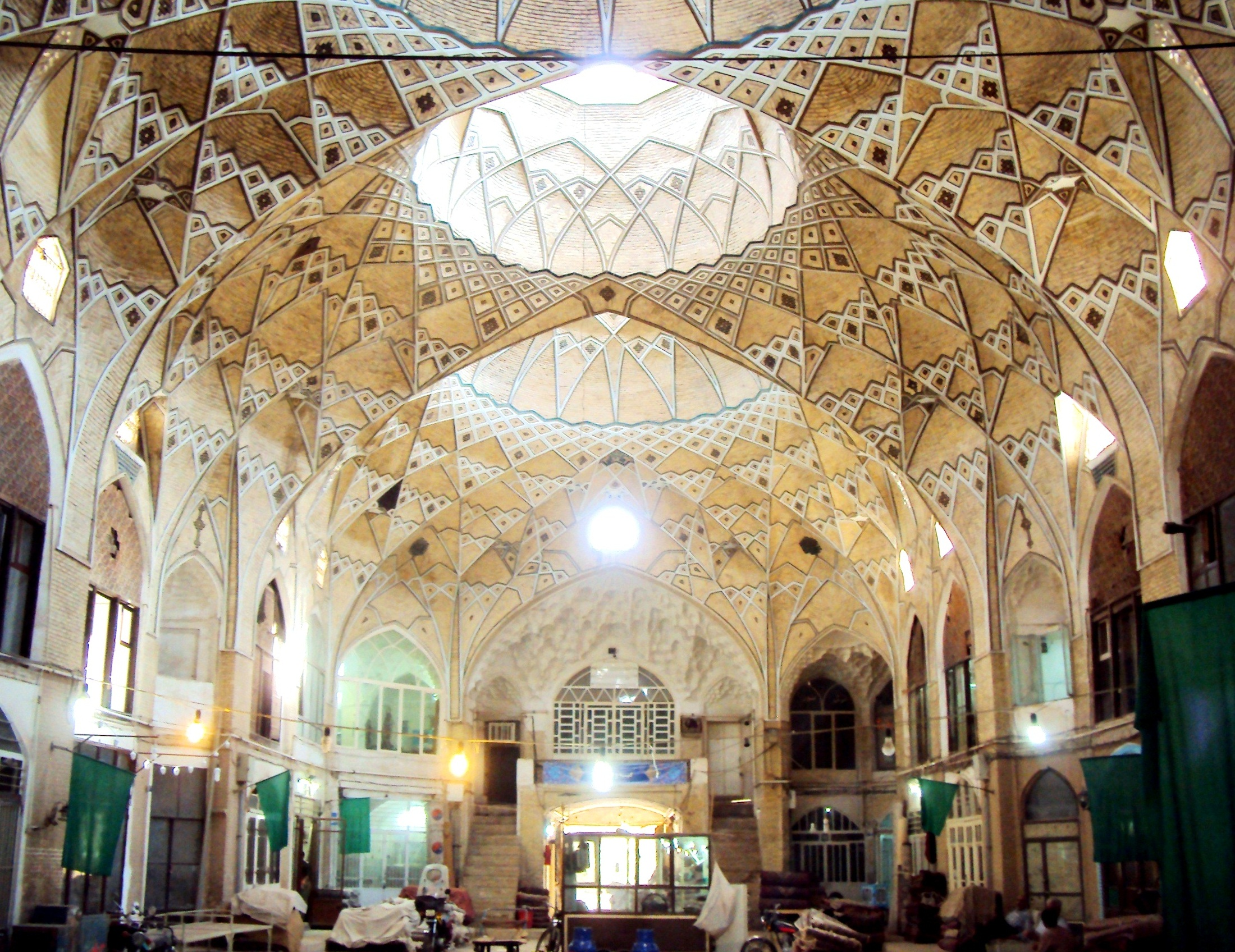
Interior de las cúpulas del bazar de Qom (Irán)

En el período Qajar el movimiento hacia la arquitectura moderna significó menos innovación en la construcción de cúpulas. Las cúpulas se construyeron sobre madrasas, como la madrasa Imam de 1848, o la escuela Sultani, de Kashan, pero tienen apariencias relativamente simples y no usan mosaicos de azulejos.
Los mercados cubiertos o bazares (tīmcās) en Qom y Kashan cuentan con una cúpula central y con cúpulas más pequeñas a cada lado  elaboradas con muqarnas. Un estilo exagerado de cúpula de cebolla en un tambor corto, como se puede ver en la Tumba del Emir Alí (1852–1853); apareció por primera vez en el período Qajar. Las cúpulas han permanecido importantes en los mausoleos modernos, como las tumbas de Ḥāfeẓ, de Saʿdī, de Reza Shah y el mausoleo del Ayatolá Jomeini en el siglo XX.
Las cisternas abovedadas y las casas de hielo o yakhchal siguen siendo vistas comunes en el campo.

Cúpulas de la época del imperio Qajar (1779-1924)
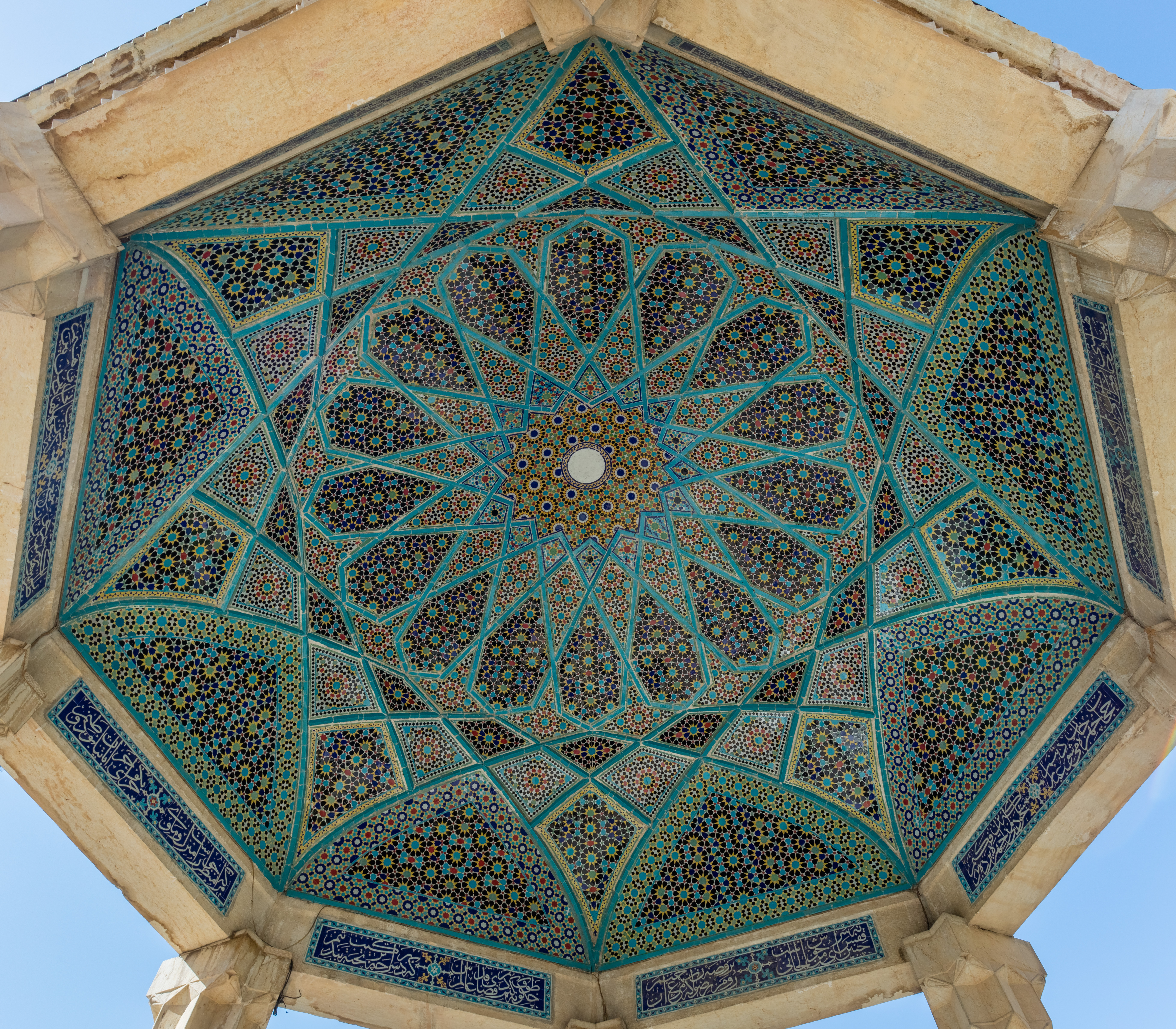
Cúpula del mausoleo de Hafez
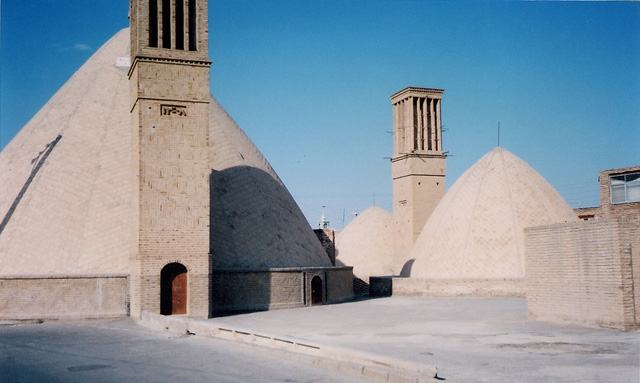
Ejemplo de Ab Anbar (cisterna)
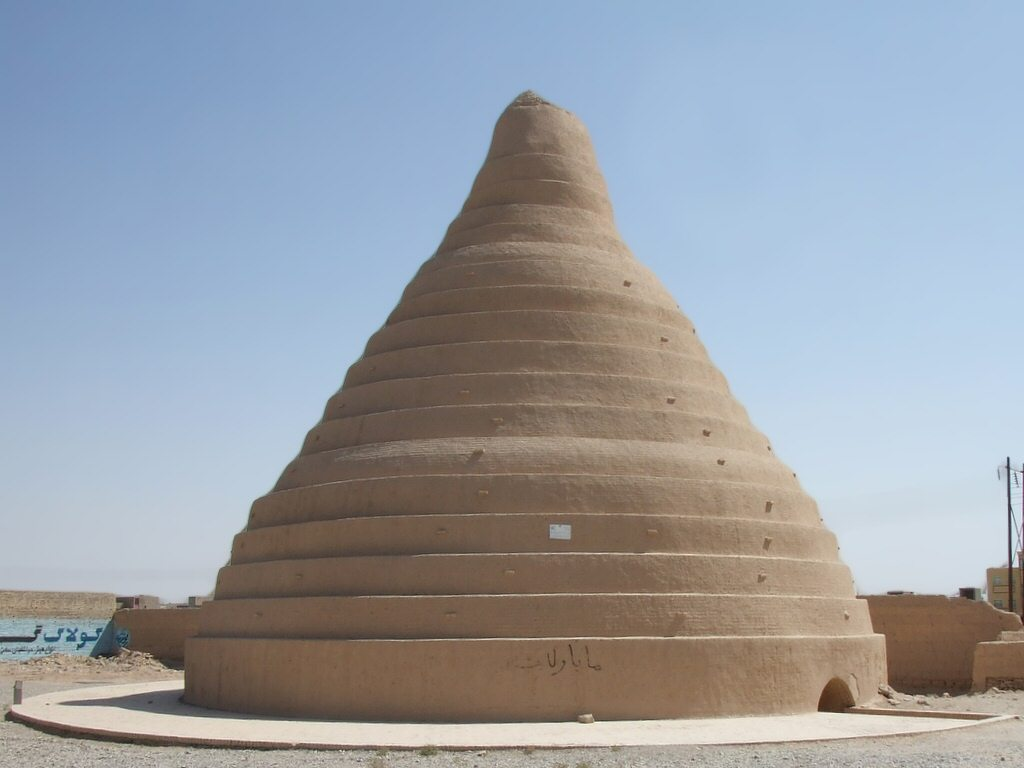
Yakhchal (heladería) de Yazd